# Club Deportivo Jorge Wilstermann
El Club Cultural y Deportivo Jorge Wilstermann, más conocido como Jorge Wilstermann o simplemente Wilstermann, es un club de fútbol boliviano de la ciudad de Cochabamba. Fue fundado el 24 de noviembre de 1949 por un grupo de trabajadores de la línea aérea Lloyd Aéreo Boliviano y su nombre es en homenaje a Jorge Wilstermann (1910-1936), considerado el primer piloto civil boliviano. Actualmente participa en la Primera División de Bolivia.
Institucionalmente, el Club Wilstermann es la entidad deportiva más importante de Cochabamba. Deportivamente, es el club más grande y ganador en la historia del fútbol cochabambino, así mismo, debido a su historia, palmarés e hinchada, es uno de los grandes clubes del fútbol boliviano.
Los colores que identifican al club son el Rojo y Azul, la casaca y el short respectivamente. El escudo contiene la "W" de Wilstermann, 5 estrellas que reflejan la calidad del equipo, y 3 alas a cada lado que hace referencia al origen aviador que tiene el club, lo cual junto al nombre del club, rinden homenaje al primer piloto comercial de Bolivia Jorge Wilstermann.
A nivel nacional Wilstermann tiene 15 campeonatos nacionales y 8 subcampeonatos en la Primera División de Bolivia desde el inicio del profesionalismo en 1950, de los cuales tiene el récord de ser el primer y único club boliviano en lograr un tetracampeonato.
Con 15 campeonatos, es el tercer equipo con más títulos a nivel nacional en la Primera División de Bolivia, por detrás de Bolívar (30) y The Strongest (16). 
Fue el máximo ganador de la Primera División de Bolivia desde 1957 hasta 1984, siendo uno de los dos únicos clubes en haber tenido esa distinción.
A nivel internacional tiene 25 participaciones en torneos de Conmebol, siendo parte del partido inaugural de la primera versión de la Copa Libertadores de América, frente al Peñarol de Uruguay; su mejor ubicación en la misma fue la llegada a semifinales en la edición de 1981, así mismo fue el primer conjunto boliviano en avanzar de fase y llegar a esa instancia en el torneo continental. Destaca también la participación en la edición 2017 donde el Rojo llegaría a los cuartos de final superando tres fases.
Su clásico rival es el Aurora, frente al cual disputa el Clásico Cochabambino. También mantiene rivalidades tradicionales frente al Bolívar, San José, The Strongest, Blooming y Oriente Petrolero.
La situación económica del club es delicada, el informe económico presentado en la asamblea de socios del 24 de abril de 2024 determinó una deuda de 3.8 millones de dólares, de los cuales 620 mil dólares corresponden a Impuestos Nacionales y 2.6 millones de dólares a las gestiones pasadas de Grover Vargas y Gary Soria. Debe aclararse que estas gestiones dejaron al club sumido en crisis y con una deuda aproximadamente de 4 millones de dólares solo a jugadores, mismos que fueron cubiertos parcialmente en 1.4 millones por la gestión 2023 de manera urgente y por la buena predisposición de algunos jugadores.
El club tiene para la gestión 2024 alrededor de 5000 socios abonados con aportes únicos entre 200 $us y 93 $us. El recórd de socios abonados se dio en la gestión 2023, en medio de la peor crisis económica del club, donde 6258 hinchas adquirieron su abono generando un ingreso al club de 606 mil dólares.

## Historia

### Fundación
El 14 de septiembre de 1949 cerca de 23 trabajadores del Lloyd Aéreo Boliviano, entre ellos Justo Mancilla, Ernesto Salazar, Sixto Oquendo y Rogelio Zubieta, decidieron crear el Club Deportivo y Cultural LAB, las ramas deportivas elegidas fueron el fútbol, el tenis y el ajedrez. El primer presidente fue Justo Mancilla, empleado del Departamento de Comunicaciones. La fundación se llevó a cabo donde actualmente se encuentran las canchas deportivas del LAB.
Entre 1950 y 1951, el campeonato interno de fútbol del LAB, organizado por el Club Deportivo LAB fue ganado por la Escuela Técnica de Aviación, debido a la competitividad del torneo, la Escuela Técnica de Aviación fue invitada a jugar a Oruro. Para muchos es el inicio del ahora Wilstermann. Ese mismo año llega a gerentar el LAB el comandante Walter Lehm.
En 1952, Justo Mancilla presidente del Club LAB y Hernán Zurita presidente del club San José de la Banda llegaron a un acuerdo y este equipo que militaba en la categoría intermedias de la AFC presentó a su equipo con la base de los jugadores del Club LAB, por eso se afirma que es la primera institución que representa al Club Deportivo LAB en la Asociación de Fútbol Cochabamba, ganando ese año el título de la categoría.

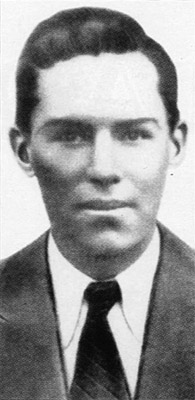
Jorge Wilstermann, primer piloto comercial de Bolivia.

En 1953, en la gestión de José Rico se produce el cambio de nombre único y oficial de Club Deportivo LAB a Club Deportivo Jorge Wilstermann en homenaje al primer piloto comercial de Bolivia; el Capitán Jorge Wilstermann. El nombre fue sugerido por el comandante Walter Lehm.
El 6 de febrero de 1953, el periódico El País publicó lo siguiente:
"Empleados y Obreros del Lloyd Aéreo Boliviano han organizado el Club Cultural y Deportivo Jorge Wilstermann cuyo primera directiva es: Presidente Honorario: Comandante Walter Lehm, Socios Honorarios: Alejandro Robles, Carlos Arze, Alfredo Buchón, Lucio Melgar, Antonio Beltrán, Ernesto Salazar y José Gutiérrez. Presidente Activo: José Rico, Vicepresidente: Luis Mayorga, Sec. General: Carlos Montán, Sec. de Actas: Sergio Pérez, Tesorero: Jaime Salazar, Dir. de Deportes: Natalio Ritcher, Dir. de Fútbol: Enrique Ovando."
El domingo 17 de mayo de 1953 se produce el debut oficial de Wilstermann en la Asociación de Fútbol Cochabamba en la cancha B del estadio Félix Capriles a las 16:15 enfrentando al club Santivañez en la categoría de intermedias. Ese año el club logra el título departamental y un rápido ascenso de categoría.
En 1954, en la gestión de Hernán Araoz el equipo aviador participó en la categoría Primeras de Ascenso de la AFC, fue la sensación del torneo, el equipo fue campeón con 22 puntos, producto de 11 victorias y una sola derrota.

### Era Profesional
En 1955, el nuevo presidente de Wilstermann, Roberto Prada, propuso a la AFC integrar a Cochabamba al Sistema Profesional de fútbol con los conjuntos de La Paz, solicitud que fue rechazada por la AFC.
El domingo 20 de marzo de 1955, Roberto Prada invitó a Bolívar a jugar contra Wilstermann en Cochabamba. El público cochabambino respondió con récord de taquilla y expectativa creciente. El primer tiempo Bolívar ganaba 3 a 0 con goles de Albornoz, Gómez y Ugarte. En el segundo tiempo 3 goles de Máximo Alcocér igualaban el partido, Ugarte desniveló nuevamente y “Tutula” Alcocér marco el empate definitivo a 4 goles.
En La Paz, la prensa reflejó el resultado y los corresponsales hablaban de un equipo “Mágico” al que querían ver.
El partido de vuelta se realizó el domingo 17 de abril de 1955, donde Wilstermann derrotó a Bolívar por 7 a 5 en La Paz ante 11 000 personas, el último gol de Wilstermann fue de una espectacular chilena anotado por Renán López. El periódico El Diario de La Paz titulaba "Exhibiendo estimables atributos, Wilstermann superó a Bolívar", El Pueblo por su parte tituló "Wilstermann ganó a la academia Dictando Cátedra de Fútbol". Este partido es considerado el amistoso más importante de la historia de Wilstermann.
El miércoles 27 de abril, las gestiones de Roberto Prada, presidente de Wilstermann dieron sus frutos, el cuadro aviador era invitado a participar del torneo profesional, iniciando su era en el profesionalismo dos semanas más tarde, sin llegar a debutar como campeón de ascenso en la Primera de la AFC.
El debut en el Fútbol Profesional Boliviano se produjo el 14 de mayo de 1965, en Cochabamba, enfrentando a The Strongest con quien se empató a 3 goles. El equipo terminó en quinto lugar del Torneo Integrado de 1955.
En 1956, nuevamente el equipo aviador termina en quinto lugar del Torneo Integrado de 1956.

### Primera época de oro, 1957 - 1961
Se denomina Primera época de oro del Club Wilstermann al periodo de tiempo comprendido entre 1957 - 1961.
El 20 de junio de 1957 comienza el Certamen Nacional Mixto de 1957 donde Wilstermann obtiene su primer título nacional con 21 puntos, producto de 10 victorias, 1 empate y una sola derrota. El 6 de enero de 1958, el equipo aviador levanta la copa del torneo tras derrotar a Oruro Royal por 7 a 2. El goleador del campeonato sería Renán López.
También a mediados del 1957 el Club Wilstermann disputa el "Torneo Cuadrangular Internacional de Clubes de la Federación Boliviana de Fútbol", consagrándose campeón de dicho torneo internacional de carácter amistoso, luego de derrotar a San José de Oruro en la final.
En 1958, del 2 de febrero al 4 de marzo, la FBF organiza la Copa República, donde el equipo aviador llegaría ser subcampeón por diferencia de goles.
A mediados de septiembre de 1958 se inicia el Campeonato Nacional de 1958.
El 4 de enero de 1959, Wilstermann consigue anticipadamente el Bicampeonato Nacional 1957-1958, tras ganar el Torneo con 31 puntos, otra vez Renán López conseguía ser el máximo anotador del campeonato y así dejando en segundo lugar al referente paceño de la época; el Deportivo Municipal.
El periódico El Diario del 5 de enero de 1959 manifestó lo siguiente:
“El resultado registrado en Cochabamba, da una vez por todas, la clasificación final de la competencia rentada de nuestro fútbol. Y ha sido un conjunto del interior el que se lleve los lauros del triunfo, coronándose campeón un conjunto joven, voluntarioso, a lo que habrá que agregar la disciplina que ha caracterizado a sus elementos. Honor a los Campeones”.
En mayo de 1959, arranca el Campeonato Nacional de 1959.
A mediados de diciembre de 1959; la Asociación Nacional de Periodistas Deportivos de Bolivia llevaría a cabo la Copa Periodistas Deportivos de Bolivia "Adalid Balderrama" en razón de un festival por motivos de su Aniversario, Jorge Wilstermann se enfrentaría contra Independiente de Argentina venciéndolo por 2-1 y consagrándose campeón de dicha Copa Internacional de carácter amistoso.
Wilstermann se corona campeón de la Campeonato Nacional de 1959, el 24 de enero de 1960, tras derrotar en el Félix Capriles a Litoral por 2 a 0, obteniendo de esta manera su tercer título consecutivo: 57-58-59.
Wilstermann como campeón de este torneo es inscrito por la Federación Boliviana de Fútbol como el primer representante de Bolivia en la Copa Libertadores de América de 1960.
El 19 de abril de 1960, Wilstermann inauguró en Montevideo (Uruguay), la Copa Libertadores de América junto con Peñarol en el primer partido de la historia del certamen, con victoria de los uruguayos por 7 goles contra 1. 
El Campeonato Nacional de 1960 arrancó tarde, en diciembre de 1960. El 12 de marzo de 1961 el equipo aviador obtiene su cuarto título nacional de manera consecutiva 57-58-59-60, tras derrotar a su clásico rival Aurora por 3 a 1. Con dos goles de Renán López y 1 de César Sánchez Wilstermann se constituye de esta manera hasta la actualidad en el Único Tetra-Campeón Nacional del Fútbol Profesional Boliviano.
El 30 de abril de 1961, Wilstermann participó por segunda vez de la Copa Libertadores 1961 enfrentando al Independiente Santa Fe, el resultado de ida en Cochabamba fue 3 a 2 a favor del cuadro aviador con dos goles de Renán López y uno de César Sánchez, la vuelta, el 7 de mayo de 1961 en Bogotá, ganó Santa Fe con un autogol de los aviadores, clasificó a la segunda ronda Independiente Santa Fe tras un sorteo a través de una moneda.
Presidentes Primera época de oro:
Roberto Prada Estrada - Jorge Rojas Tardío
Cuerpos Técnicos Primera época de oro:
Directores Técnicos: Alberto de Achá, Julio Souza, José Villazón, Saúl Ongaro. Preparadores Físicos: Natalio Ritcher. Kinesiólogo: Sixto Oquendo. Auxiliar: Ottoniel Novillo.
Plantilla Primera época de oro:
Walter Zamorano, Wilfredo Villarroel, José Trujillo, Oscar Claure, José Rocabado, Mario Zabalaga, Carlos Trigo, César Sánchez, Máximo Alcócer, Ausberto García, Renán López, Alfredo Soria, Rómulo Cortez, Lucio Hurtado, José Rico, Osvaldo Villarroel y Jesús Herbas. Todos ellos bolivianos.
En agosto de 1961, el Club Always Ready se refuerza con los 6 principales jugadores del Tetracampeón Nacional para iniciar su Gira por Europa. Wilstermann juega el resto del torneo local con equipo alterno.
La primera época de oro de Wilstermann, concluye con la obtención de la Copa América 1963 por parte de la Selección de fútbol de Bolivia, 6 jugadores titulares de la selección Boliviana eran de Wilstermann; Máximo Alcócer (Goleador de la selección con 5 anotaciones), Ausberto García (3 goles), Osvaldo Villarroel, Jesús Herbas, Mario Zabalaga, Renán López, además del Preparador Físico José Villazón y el Kinesiólogo Sixto Oquendo.

### Años 1964 - 1971
En 1964, el equipo rojo obtiene el subcampeonato del torneo local tras caer derrotado por Aurora en un partido donde solo un empate daba el título al equipo aviador.
La revancha llegó el año siguiente, Wilstermann sale campeón invicto del Torneo Local de 1965 tras golear a Ferroviario por 6 a 0. En el Campeonato Nacional de 1965 de la FBF, Wilstermann logró el subcampeonato y un cupo para la Copa Libertadores 1966, donde formó parte del grupo 3, con Peñarol y Nacional de Uruguay, Emelec y 9 de Octubre de Ecuador y Municipal de La Paz. El equipo terminó tercero del grupo.
Nuevamente, el equipo sale campeón del Torneo Local de 1966, en noviembre de 1966 en el Campeonato Nacional de 1966 de la FBF termina en tercer lugar.
En 1967, Wilstermann logra el Tricampeonato Local 1965-1966-1967, este mismo año fue presentado como Codirector Técnico Ángel Zubieta, figura del fútbol español y valor durante 14 años del Club San Lorenzo. El club participó posteriormente en la Copa Simón Bolívar de 1967, obteniendo luego de 7 años, otra vez el título nacional.
En la Copa Libertadores 1968 formó parte del grupo 2, con Universitario y Sporting Cristal del Perú y Always Ready de La Paz. El equipo terminó tercero del grupo.
La Copa Libertadores 1968 dejó en malas condiciones económicas al club, que le fue mal en el torneo local, Bata fue el campeón local de 1968, seguido de Litoral, que posteriormente fue subcampeón nacional de 1968.
En 1969, Wilstermann gana el torneo local cochabambino seguido de Litoral, en la Copa Simón Bolívar de 1969 queda eliminado en la primera fase.
En 1970, el equipo aviador logra el Bicampeonato cochabambino 1969-1970 en la última fecha donde 4 clubes tenían chances de ser campeón, César Sánchez y Renán López (dos de los más importantes jugadores de la historia del club) se despiden de Wilstermann con la obtención del título departamental en el Campeonato Nacional de Clubes Campeones o Copa Simón Bolívar de 1970, termina en quinto lugar. El año 1971 fue un mal año, Wilstermann terminó en tercer lugar del torneo local, por lo que no pudo clasificar al torneo nacional, el campeón local fue el Club Petrolero.

### Segunda época de oro, 1972 - 1974
Se denomina Segunda época de oro del Club Wilstermann al periodo de tiempo comprendido entre 1972 - 1974.
El nuevo directorio, a la cabeza de Fernando Vargas, contrata en 1972 a varias figuras del país y del exterior. Merced a ello obtiene el título del torneo local y logra la clasificación a la Copa Simón Bolívar de 1972. En el campeonato nacional, terminó primero de su grupo en la primera fase y se coronó campeón el 31 de diciembre de 1972 tras golear al Deportivo Municipal por 5 a 2.
La participación en la Copa Libertadores 1973 fue buena, ganó todo de local, primero a San Lorenzo de Almagro por 1 a 0, luego a River Plate por el mismo marcador y finalmente también a Oriente Petrolero. De Argentina se trajo un valioso empate a 2 goles frente a River Plate. El equipo terminó en segundo lugar del grupo, en una copa donde solo el primero del grupo pasaba a la siguiente fase.
En septiembre de 1973 obtiene el Bicampeonato Local 72-73 tras derrotar a Aurora por 1 a 0. En la fase final de la Copa Simón Bolívar de 1973, el rojo llegaba de manera invicta al penúltimo partido frente a Municipal, pero el equipo granate le quitó el invicto a los aviadores que se reivindicaron goleando a Petrolero por 4 a 1, logrando de esta manera el Bicampeonato Nacional 1972-1973. En la Copa Libertadores 1974 empajaron a los clubes bolivianos con los clubes brasileros, Wilstermann logró vencer a Palmeiras y a Municipal.
En mayo de 1974 empieza el torneo local, donde Wilstermann, en agosto, celebra el Tricampeonato Local 1972-1973-1974. En la Copa Simón Bolívar de 1974, en la recta final, la derrota frente a Petrolero y el empate frente a The Strongest en condición de local, le privó a los rojos de un nuevo Tricampeonato, quedándose con el subcampeonato nacional y un cupo para la Copa Libertadores 1975, era el final del segundo ciclo de oro del equipo aviador.
Presidente Segunda época de oro:
Fernando Vargas
Cuerpo Técnico Segunda época de oro:
Directores Técnico: José Carlos Trigo. Kinesiólogo: Sixto Oquendo. Auxiliar: Ottoniel Novillo.
Plantilla Segunda época de oro:
Bolivianos: José Issa, René Bilbao, Hugo Pérez, J. Olivera, Juan José Ponce, Limberg Cabrera Busset, Freddy Vargas, Juan Carlos Sánchez, Limberg Cabrera Rivero, Alberto Baptista, O. Martínez y Alberto Segovia, el brasilero Milton Teodoro Joana y los chilenos Victor Hugo Bravo y Juan Abel Gangas.

### Años 1975 - 1979
Tras la participación en la Copa Libertadores 1975, Wilstermann obtiene el Tetracampeonato Local 72-73-74-75. En la Copa Simón Bolívar de 1975, el equipo aviador quedó eliminado en la primera fase.
En el año 1975 con motivo de celebrar las Bodas de Oro (50 años) de la Federación Boliviana de Fútbol (FBF), se desarrolló el Torneo Internacional de carácter Amistoso "Ciudad de Cochabamba" que tuvo la participación de San Lorenzo de Almagro e Independiente de Avellaneda por la Argentina, de Unión Española y Huachipato de Chile, y por Bolivia el Club Deportivo Jorge Wilstermann y The Strongest. El campeonato se desarrolló en un formato todos contra todos, llegando a disputar el partido final los planteles de Independiente de Avellaneda y Jorge Wilstermann. Partido que terminó empatado 2-2 pero resultando campeón el equipo argentino por la tanda de los penales. Con lo que el resultado final fue 5-4.
En abril de 1976, Wilstermann se coronó Campeón del Torneo Asociacionista, obteniendo de esta manera el Pentacampeonato Cochabambino 72-73-74-75-76. A mediados de agosto, Cochabamba y Santa Cruz llegan a un acuerdo para jugar un Torneo Integrado con 8 equipos de Santa Cruz y 8 equipos de Cochabamba. Wilstermann obtuvo el subcampeonato de este Torneo Integrado que fue ganado por Oriente Petrolero. En la Copa Simón Bolívar de 1976, los aviadores llegaron a la fase final donde terminaron en quinto lugar.
En 1977, el Torneo Integrado de Fútbol entre Santa Cruz y Cochabamba comenzó en su segunda versión. A mediados de agosto, Wilstermann marchaba puntero con 27 puntos de este torneo seguido de Aurora, fue cuando Wilstermann, Petrolero, Bata y Aurora anuncian su intención de ser fundadores de una nueva Liga de Fútbol. El integrado se suspende y se fundó, un 16 de agosto de 1977, la Liga del Fútbol Profesional Boliviano. En el primer torneo de la Liga, Wilstermann obtiene un digno cuarto lugar.
En 1978 la Liga se consolida y el torneo comienza en abril de 1978, el rojo gana su serie en la primera fase. El 15 de febrero de 1979, en Cochabamba, Wilstermann derrota 2 - 1 a Bolívar y clasificá a la Copa Libertadores 1979, además de forzar un desempate por el título nacional. El 18 de febrero de 1979 se jugó el desempate en Santa Cruz, Bolívar ganó por la mínima diferencia, quedando Wilstermann como subcampeón.

### Tercera época de oro, 1980 - 1982

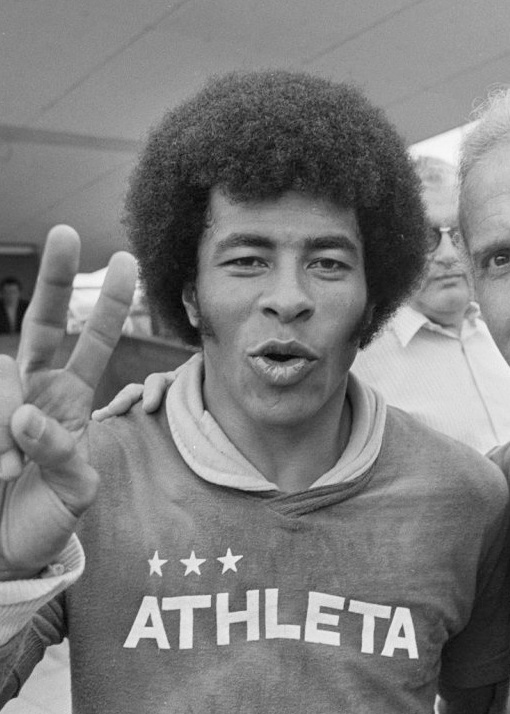
Jairzinho, fue campeón con el club en 1980.

Se denomina Tercera época de oro del Club Wilstermann al periodo de tiempo comprendido entre 1980 - 1982.
En febrero de 1980, se posesiona la nueva directiva a la cabeza de Alfredo Salazar acompañado por Erasmo Saavedra, Canelas, Zamorano y Chiarella. Se reforzó el equipo con la llegada del brasileño mundialista Jairzinho, con los bolivianos Juan Carlos Trigo y Freddy Salguero, también retornaron Villalón y Freddy Vargas. Raúl Pino asumió la conducción técnica. El equipo contaba con el goleador Gastón Taborga.
La Temporada de 1980 de la Liga empezó el domingo 11 de mayo con una victoria en Potosí por 2 a 1 frente a Independiente Unificada. 8 meses más tarde, el domingo 16 de noviembre, tras derrotar a The Strongest por 1 a 0, Wilstermann conquistaba nuevamente tras 7 años el Título Nacional. Jair Ventura hizo 17 goles, Gastón Taborga 16. Con Jair y sus virtudes, el juego de Wilstermann recuperó la alegría que le faltaba, con su temperamento contagió fe y voluntad al resto.
Wilstermann de 1980 es considerado el mejor equipo en la historia del Fútbol de Bolivia, al obtener el récord de 88% total de puntos en todo el año.
En 1981, llegaron los refuerzos paraguayos Aveiro y Olmedo y también el brasileño Bendelack. La participación en la Copa Libertadores 1981 fue la mejor de la historia del club. En la primera fase se jugó frente a los ecuatorianos Barcelona, Técnico Universitario y el subcampeón boliviano The Strongest. Wilstermann de local ganó todos sus partidos y consiguió un triunfo en Ecuador frente a Técnico Universitario. El partido de desempate frente a Strongest, el último de Jair, el Rojo venció claramente por 4 a 1 con 2 goles de Jair, 1 de Taborga y 1 de Enríquez. Por primera vez un equipo boliviano pasaba a la siguiente ronda de la Copa Libertadores. En semifinales, Flamengo posterior campeón, lo elimina.
La Temporada de 1981 de la Liga empezó el 3 de mayo, Wilstermann primeró clasificó a la segunda Fase, posteriormente ganó su grupo y avanzó a las semifinales. En la Final se enfrentó a Blooming, en la ida en Santa Cruz consiguió un empate 0 a 0, en la vuelta en Cochabamba nuevamente se empató a 1 gol. El partido definitorio se jugó el 14 de enero de 1982 en el Estadio Hernando Siles de La Paz, fue victoria para el cuadro aviador por 1 a 0 con gol de Gastón Taborga a los 51 minutos. De esta manera Wilstermann obtiene el Bicampeonato Nacional 1980-1981.
En la Copa Libertadores 1982, Wilstermann y The Strongest compartierón grupo con Boca Juniors y River Plate. Wilstermann debutó ganando al campeón argentino Boca Juniors por 1 a 0, posteriormente cayó frente a River Plate y The Strongest. De Argentina se trajo un empate 2 a 2 frente a Boca Juniors y finalmente en La Paz empató 1 a 1 con The Strongest. En la temporada de 1982 de la Liga, el Rojo estuvo a punto de conseguir el Tricampeonato Nacional, en la Final del torneo frente a Bolívar, la ida fue 2 a 1 a favor de los paceños y la vuelta un empate 1 a 1, quedando finalmente en tercer lugar.
Presidente Tercera época de oro:
Alfredo Salazar
Cuerpo Técnico Tercera época de oro:
Directores Técnico: Raúl Pino - Carlos Trigo. Kinesiólogo: Sixto Oquendo. Auxiliar: Ottoniel Novillo.
Plantilla Tercera época de oro:
Bolivianos: Raúl Navarro, Carlos Arias, Roger Pérez, Jhonny Villarroel, Juan Carlos Trigo, César Enríquez, Mario Fortunato Ríos, Gastón Taborga, Freddy Salguero, Víctor Eduardo Villalón, Freddy Vargas, M. Bengolea, W. Torrico, J. Bilbao, A. Herbas, W. Backovic, S. Romero, R. Melgar, H. Santibáñez, R. Grágeda, L. M. Blanco, los brasileros Jairzinho y Bendelack y los paraguayos Aveiro y Olmedo.

### Años 1983 - 1989
En 1983, Blooming se llevaría la columna vertebral de Wilstermann; el arquero Terrazas, al defensor Villalón, al mediocampista Castillo y al delantero Taborga. Wilstermann jugaría un regular Primer Torneo de la Liga, quedando eliminado por 1 punto de los Cuadrangulares del Segundo Torneo.
En 1984, se contrataría a José Carlos Trigo como Director Técnico, además de la llegada del brasileño mundialista Alfredo Mostarda, el club terminaría 4.º en el Primer Torneo y clasificado para el Segundo Torneo, fue emparejado en el Cuadrangular del Grupo B y quedó fuera de las semifinales otra vez por 1 punto. El campeón de esta temporada sería Blooming, de la mano de 3 khochalos; Gastón Taborga, Eduardo Terrazas y Edgar Castillo.
El torneo de 1985 llevó el nombre de Copa de Oro Club Aurora, el clásico fue goleada Roja 4 a 0 al Aurora en su torneo aniversario, 3 goles de Taborga que retornaba al club y 1 de Salguero. Wilstermann logró el Campeonato del Primer Torneo con 43 puntos y obtuvo un cupo para la Copa Libertadores 1986, en el Segundo Torneo, en el Cuadrangular del Grupo A, no pudo repetir la campaña. El haber ganado el Primer Torneo valió el subcampeonato.
En la Copa Libertadores 1986, Wilstermann enfrentó a Bolívar y a los peruanos Universitario de Deportes y Universidad Técnica de Cajamarca, en la Copa lograría 3 victorias, 2 de local y 1 de visita, de local goleó 4 a 0 a Universitario de Deportes y de visitante, en Lima, derrotó a Universitario de Deportes por 2 a 1. Por el torneo de la Liga, Wilstermann quedaría eliminado en el Segundo Torneo (Cuadrangular A) que se jugó en el verano del 87.
En 1987 se esperaba mucho del club, ya que había conseguido 270.000 $us en un intento de Sociedad Anónima, la participación en el Primer Torneo fue mala, terminando noveno y eliminado del Segundo Torneo.
En 1988, José Carlos Trigo volvería por octava y última vez como Director Técnico, el club terminó tercero en el Primer Torneo. En el Cuadrangular A del Segundo Torneo, Wilstemann no rindió como se esperaba.
En 1989, Cochabamba tendría 1 plaza, mientras que Santa Cruz y La Paz mantendrían sus 4 plazas. Por problemas internos en Wilstermann, el club no participaría en el Primer Torneo. En el Segundo Torneo, en la primera fase, el club quedó tercero y clasificado para la siguiente fase. Tras la caída de la Sociedad Anónima y los problemas dirigenciales, el Club quedó tercero en el Cuadrangular del grupo B.

### Década de los 90
En 1990, el Club terminó sexto en el Primer Torneo. En el segundo Torneo quedó eliminado de las semifinales en el Cuadrangular B.
En 1991, Cochabamba recuperó dos plazas con el retorno de Petrolero y la inclusión de Orcobol. Este año Wilstermann fue manejado por Finsa que a lo largo del torneo fue reforzando al plantel con jugadores extranjeros. El club no levantó cabeza en el Primer Torneo y no pudo clasificar a los cuadrangulares. En el Segundo Torneo el club lograría clasificar a los cuadrangulares y por 1 punto quedó fuera de las semifinales.
En 1992, Alfredo Salazar asume la presidencia y contrata Erwin "Chichi" Romero cuya clase llevaba gente al estadio. En el Primer Torneo, el Rojo clasificó en quinto lugar. En el Segundo Torneo salió segundo del Cuadrangular A, ganó la semifinal a Destroyers por penales y se enfrentó a Bolívar en la final. En la ida, en Cochabamba, en un estadio con 35.000 personas fue empate 0 a 0, la vuelta, en La Paz, ganaron los paceños por 3 a 2. Wilstermann jugó nuevamente en La Paz, un desempate por el subcampeonato contra San José (ganador del cuadrangular del Primer Torneo), el partido quedó igualado 1 a 1, en penales ganó San José 4 a 3 y clasificó a la Copa Libertadores.
En 1993, Fabol declaró huelga y el torneo de la Liga se suspendió, Wilstermann no paró el trabajo y jugó algunos partidos en la Asociación de Cochabamba al mando de su arquero Luis Galarza. A finales de agosto comenzó el torneo liguero, en la primera ronda. Wilstermann clasificó primero de su grupo, la siguiente ronda quedó emparejado en el grupo de la muerte con Oriente, San José, Bolívar y Destroyers, el club no pudo clasificar a la siguiente ronda y quedó licenciado.
En 1994, el Primer Torneo fue por Grupos, Wilstermann clasificó primero de su serie, en semifinales eliminó a San José y en la final se enfrentó a Independiente Petrolero. La ida en Cochabamba, Wilstermann ganó por 3 a 1, la vuelta en Sucre, Independiente se impuso por 1 a 0. El partido definitorió se jugó en La Paz, Independiente ganaba por 3 a 0 hasta el minuto 55, Walter Maladot descontó al minuto 60 con un remate de 30 metros, Demetrio Angola puso el segundo al minuto 73 y el mismo Angola empató el partido al minuto 83. A los 85 Maladot daba vuelta el marcador 4 a 3 y al minuto 90 el eterno goleador Gastón Taborga sellaba la remontada épica 5 a 3. Wilstermann Campeón del Primer Torneo, dio la vuelta olímpica en el Estadio Hernando Siles y clasificó a la Copa Libertadores 1995. En el Segundo Torneo, Wilstermann pasó la primera fase y llegó al Hexagonal Final, el último partido se jugó en Cochabamba frente a Bolívar, en un estadio abarrotado con 38.000 personas, ganaron los paceños por 2 a 1, Wilstermann quedó en segundo lugar del Hexagonal, que lo ganó Bolívar y que por la convocatoria del torneo fue el campeón de la Temporada.
La participación en la Copa Libertadores 1995 fue muy floja, se ganó un partido y se empató dos, quedando último en su grupo. En Cochabamba, Wilstermann ganó a Alianza Lima por 2 a 1, empató con Sporting Cristal 2 a 2 estando 2-0 abajo y con Bolívar 1 a 1, de Perú se trajo fuertes goleadas: 1 - 6 ante Alianza Lima y 0 - 7 ante Sporting Cristal.
En el Primer Torneo de la Liga, el Rojo se quedó en la primera fase. En el Torneo Clausura el club mejoró un poco, pasó la fase de Grupos y terminó sexto en el Hexagonal Final.
En 1996, en el Primer Torneo de la Liga, Wilstermann se quedó en la fase de grupos. En el Torneo Clausura se quedó nuevamente en la fase de grupos, donde terminó tercero de su grupo. Un equipo de mitad de tabla.
En 1997, en el Torneo Apertura, Wilstermann terminó tercero de su grupo y no pudo clasificar a las semifinales del Torneo. En el Torneo Clausura, el club clasifica al Hexagonal donde terminá en quinto lugar.
En 1998, se realizá por primera vez el Día del Rojo con gran aceptación, 4.000 hinchas se unieron al nuevo proyecto, la nueva dirigencia a la cabeza de Mauricio Méndez contrató a Dalcio Giovagnoli como Director Técnico, el Torneo Apertura fue cosa de dos, Wilstermann y The Strongest, el 23 de agosto se jugó la última fecha en Santa Cruz a la misma hora, Destroyers frente Wilstermann y Real Santa Cruz contra Strongest, ganó Strongest, Wilstermann también, los Rojos derrotaron a los Canarios por 1 a 0, Vidal González anotó el gol del campeonato para la vuelta olímpica en el Tahuichi Aguilera y el Torneo Ramiro Castillo para Wilstermann. En el Torneo Clausura, Wilstermann clasificó al Hexagonal Final, donde terminó en segundo lugar. La Final de la Temporada fue entre los dos campeones, Wilstermann y Blooming, la ida, en Santa Cruz fue victoria de Blooming por 3 a 0, con la expulsión del arquero titular de Wilstermann; Mauricio Soria. La vuelta en Cochabamba, un contragolpe de Blooming al minuto 87 les dio el título. Un subcampeonato para Wilstermann y una nueva clasificación a Copa Libertadores.
En 1999, el nuevo presidente, Javier Hoz de Vila, realizó una fuerte inversión con dinero del Club, contrata como técnico a Carlos Trucco Medina quien asume con su auxiliar Pablo Álvarez, ambos llegaron desde México, también se reforzó al buen plantel con la llegada varios jugadores, entre ellos; Baldivieso, Julio Zamora, Gerardo Reinoso y Sérgio João en lo que se conoce como el equipo de los 5 números 10. La participación en la Copa Libertadores 1999 fue buena, Comenzó de visitante 3 partidos, en Santa Cruz empató 0 a 0 con Blooming, en Guayaquil cayó 3 a 2 frente a Emelec y en Quito, también cayó 3 a 1 frente a Liga de Quito. En Cochabamba venció a Blooming 1 a 0, posteriormente Wilstermann derrotó 4 a 2 a Emelec y finalmente empató 1 a 1 frente a Liga de Quito. Wilstermann clasificó a octavos de final, donde le tocó el Corinthians de Brasil, la ida fue empate en Cochabamba 1 a 1, la vuelta en Brasil victoria 5 a 2 del local. En el torneo Apertura de la Liga, el Rojo quedó en noveno lugar y en el Clausura se quedó en la fase de grupos.

### Década de los 2000
En el último año del siglo XX, Alfredo Salazar asume nuevamente la presidencia del club y contrata como director técnico a Carlos Habegger. El título del Torneo Apertura y la clasificación a la Copa Libertadores 2001 llegó el 2 de julio, a falta de una fecha para la conclusión del torneo, tras derrotar a The Strongest por 2 a 0.
La final de la Temporada 2000 estuvo reservada para Wilstermann y Oriente Petrolero, la ida en Cochabamba fue victoria para los aviadores por 4 a 1, la vuelta en Santa Cruz de la Sierra fue derrota por 4 goles. El partido definitorio se jugó en Trinidad, en el Estadio Yoyo Zambrano. Tito Montaño y Mauricio Soria se hicieron cargo del club, tras la partida del técnico. En el partido, Oriente comenzó ganando a los 24 minutos, Wilstermann igualó mediante Carlos Cárdenas a los 2 minutos del segundo tiempo y Gonzalo Galindo puso el segundo a los 84, ya en el minuto 90, un extraño penal marcado por Coimbra sellaba la igualdad a 2 goles. En la definición por tiros desde el punto penal, los aviadores ganaron por 4 - 3, donde Mauricio Soria atajó 4 penales y erró el suyo. Rafael Salguero anotó el penal definitorio, dando de esa manera el Título Nacional a Wilstermann tras 19 años.
En la fase de grupos de la Copa Libertadores 2001 derrotó de local a San Lorenzo por 4 goles contra 2, y a Deportes Concepción por 2 goles contra 1, cayó frente a Nacional de Uruguay por 2 goles contra 1, el equipo quedó eliminado por 1 punto. En la temporada 2001 de la Liga terminó 5.º en el Apertura y 4.º en el Clausura, este año llegó el colombiano Vladimir Marín.
En 2002, Walter Maladot y Gastón Taborga fueron contratados como técnicos, no les fue bien y en mayo fueron reemplazados por Dalcio Giovagnoli, el club terminó 5.º en ambos torneos de la Liga, en agosto de 2002 asume la presidencia Víctor Hugo López.
En 2003, llega el brasileño Thiago Leitão, el club termina en el tercer lugar del Torneo Apertura, en este torneo el club logra una de sus mayores goleadas, tras derrotar a Unión Central por 12 a 0. En el Clausura, Wilstermann obtiene el subcampeonato nacional y la clasificación a la Copa Libertadores 2004. Para la copa llegó de refuerzo el brasilero Túlio Maravilha.
En 2004, el cuadro aviador terminó tercero en el Apertura, y en el Clausura el título se le escapó de las manos, terminando en cuarto lugar.
Para el año 2005, se contrata a Carlos Aragonés en la conducción técnica, el club terminó 6.º del Torneo Adecuación y en el Torneo Apertura 2005/06 el club termina su participación en la primera fase del torneo.
En el año 2006, Wilstermann terminó 7.º del Torneo Apertura 2005/06, a medio año Víctor Hugo López termina su gestión. El 22 de julio asume la presidencia Eduardo Pereira, que contrata a un trío de técnicos del medio: Mauricio Soria, Tito Montaño y Pedro Guiberguis. El equipo se refuerza con figuras del extranjero y se corona campeón del Torneo Clausura 2006 tras ganar claramente la Primera Fase y el Hexagonal Final. En el último partido Wilstermann ganó a Real Potosí por 2 a 1. Augusto Carioca abrió el marcador a los 40 minutos para los aviadores, Edu Monteiro empató al minuto del segundo tiempo para los lilas y en el minuto 76, tras pase de Hugo Suárez y asistencia de Pablo Salinas, Horacio Chiorazzo marca el gol para el triunfo final de los aviadores.
En 2007, el club participó en la primera fase de la Copa Sudamericana 2007 enfrentando al Audax Italiano. En la Liga el equipo tuvo una floja participación del Hexagonal Final 2007. En el año 2008 el club terminó 9.º del Apertura y eliminado en la primera fase del Clausura 2008. El 2009, Wilstermann comenzaba comprometido por el punto promedio, en marzo del mismo año, renuncia Eduardo Pereira a la presidencia y asume Orlando Jordán, el equipo termina 11.º del Apertura 2009. El Torneo Clausura no fue mejor, el equipo quedó eliminado del Hexagonal y tuvo que jugar el descenso indirecto contra Ciclón.

### Década de los 2010
En el año 2010, la directiva contrata varias figuras del medio, sin embargo los problemas a fines de marzo entre la dirigencia y los jugadores derivan en la renuncia del presidente Orlando Jordán, a principios de abril asume la presidencia Víctor Hugo López. En el Torneo Apertura 2010, Wilstermann clasificó al Hexagonal Final donde se consagró Campeón Nacional nuevamente. 
El plantel campeón estuvo conformado por Daniel Vaca, Hamlet Barrientos, Christian Vargas, Miguel Ortiz, Jair Torrico, Oswaldo Medina, Henry Machado, Félix Candia, Nelson Sossa, Nilton de Oliveira, Marcos Barrera, Maximiliano Andrada, Pedro Zabala, Edgar Olivares, Marcelo Angulo, Victor Hugo Melgar, Wálter Veizaga, Amílcar Sánchez, Juan Daniel Salaberry, Nicolás Raimondi y Fernando Sanjurjo. El director técnico campeón fue Eduardo Villegas.
El mismo equipo campeón realizó una pésima campaña en el Clausura 2010, donde terminó 11.º del Torneo, descendiendo de categoría por primera vez en su historia por 1 solo punto de diferencia, siendo considerado uno de los mayores golpes sufridos por una de las hinchadas más grandes del país, y sin duda un evento histórico dentro del fútbol profesional Boliviano.
En 2011, el club participó de la Copa Libertadores 2011 con varios refuerzos extranjeros, logrando en su campaña un triunfo de local ante Jaguares de Chiapas y un empate frente a Emelec (ambos como local) cayendo en casa ante Internacional de Porto Alegre y sus correspondientes visitas.
El 30 de mayo de 2012, el club logra el ascenso a la Liga luego de 1 temporada tras salir victorioso en un rol de tres partidos de ascenso indirecto contra Guabirá. En el partido de ida, en Montero, cayó por (2-0), en el partido de vuelta en Cochabamba ganó por el mismo marcador (2-0), forzando así a un tercer encuentro en campo neutral (ciudad de Sucre), saliendo victorioso por el resultado de (1-0). Para este partido, 8000 hinchas de Wilstermann se trasladaron a Sucre desde la ciudad de Cochabamba para alentar al club, la mayoría por vía terrestre en un viaje de 22 horas.
El 15 de junio de 2012 asume la presidencia del club el empresario Ángel Campero por la gestión 2012-14. La nueva directiva del club renueva contrato al cuerpo técnico y a 8 jugadores que lograron el ascenso, además de contratar a 19 jugadores como refuerzos entre nacionales y extranjeros. Posteriormente, en los torneos Apertura 2012 y Clausura 2013 el club terminaría en la mitad de la tabla, a pesar de terminar en 6.º lugar, Wilstermann fue el club más taquillero del torneo Clausura 2013 con 140.391 entradas vendidas.
En la temporada 2013/14, Wilstermann volvió a ser el protagonista en la Liga y finalizó cuarto en el Torneo Apertura 2013, recibiendo un premio internacional, ya que se clasificó a la Copa Sudamericana del año 2014 donde participó como Bolivia 4, cayendo eliminado contra Peñarol. El Torneo Clausura 2014 no fue de los mejores para los aviadores ya que terminaron en el 8.º lugar, siendo uno de sus rendimientos más bajos desde que volvió al profesionalismo.
En la temporada 2014/15, Wilstermann volvió a ser el protagonista en la Liga y finalizó cuarto en la tabla acumulada con 73 unidades, y esta vez sí recibió un premio internacional, ya que se clasificó a la Copa Sudamericana 2016 como Bolivia 2.
En el Torneo Apertura 2014, el aviador se adueñó del cuarto peldaño con 34 puntos; mientras que en el Torneo Clausura 2015 fue tercero con 39 unidades. Ese tiempo, Wilstermann se quedó a cuatro puntos de la Copa Libertadores, que fue para Oriente Petrolero, que clasificó como Bolivia 3 para la Copa de 2016.
Manteniendo una base de la pasada gestión, Wilstermann pretendía convertirse en el actor principal de la Temporada 2015/16, pero tras los conflictos legales por lo que atravesó su presidente Grover Vargas, los aviadores no lograron despegar en el Torneo Apertura por problemas económicos quedando en el sexto lugar con 33 puntos.
En el Torneo Clausura 2016 el plantel fue protagonista y candidato al título desde de la primera fecha llegando a conseguir una diferencia de 12 puntos respecto al segundo lugar. En el Clausura terminó primero, con 44 puntos, tras ganar 13 partidos, empatar 5 y perder 4, logrando así su Decimotercera corona en el profesionalismo nacional, clasificando a la Copa Libertadores 2017 como Bolivia 2 y en calidad de Campeón Nacional.
En la Copa Libertadores 2017, Wilstermann sale sorteado en el grupo 5 junto con Palmeiras, Peñarol, y Atlético Tucumán, quien venía de fase previa. Hizo su debut el 7 de marzo, enfrentando en su partido número 100 de la Copa Libertadores, a Peñarol de Uruguay con victoria del cuadro Aviador por 6 a 2. Posteriormente, el 15 de marzo en São Paulo, visitaría a Palmeiras de Brasil donde, terminaría derrotado por 1 a 0 sobre el final del partido (minuto 96). De vuelta de local, el 11 de abril en Cochabamba, enfrentaría a Atlético Tucumán de Argentina donde cosecharía una nueva victoria 2-1, terminando así la primera vuelta de la fase de grupos.
De visita en Tucumán, el 25 de abril, Wilstermann acabaría derrotado por el mismo resultado del partido de ida, (2 a 1). En su último partido de local por la fase de grupos, el 3 de mayo, enfrentaría al Palmeiras de Brasil, donde obtendría una victoria de 3 goles contra 2. Finalmente, Wilstermann cierra su campaña en fase de grupos el 24 de mayo, enfrentando a Peñarol en Montevideo, sin público, donde terminaría con una derrota de 2 goles contra 0. Wilstermann sumaría 9 puntos, posicionándose así en el segundo lugar del grupo 5, y clasificando a octavos de final junto con Palmeiras.
En el sorteo de llaves para los octavos de final, Wilstermann sale sorteado enfrentando al mejor clasificado de la fase de grupos, Atlético Mineiro de Brasil, donde el partido de ida se realizó el 5 de julio en Cochabamba. Wilstermann derrotó al Atlético Mineiro por 1 gol contra 0 con gol de chilena de Gilbert Álvarez. En el partido de vuelta en Belo Horizonte, el 9 de agosto, Wilstermann consiguió un histórico empate a cero, eliminando al equipo mejor clasificado de la fase de grupos y con la planilla más cara de la Copa Libertadores 2017. Los rojos clasificarían así a cuartos de final, situándose entre los 8 mejores del continente. Además de lograr un récord boliviano, siendo el primer y único equipo boliviano en eliminar a un equipo brasilero en llave directa.
En cuartos de final, Wilstermann se enfrentó con River Plate de Argentina. El partido de ida se realizó el 14 de septiembre en Cochabamba, coincidiendo con el aniversario número 207 de la ciudad. Wilstermann consiguió una histórica goleada de 3 goles contra 0. En el partido de vuelta en Buenos Aires, el 21 de septiembre, recibió una goleada, cayendo por 8 goles contra 0, culminando de esta manera su participación en el certamen. En la Copa Libertadores 2017, Wilstermann se convierte en el único club boliviano en ganar 5 partidos seguidos en condición de local en una misma edición de la copa donde además obtuvo el sexto lugar entre 47 equipos.
En el año 2018, Wilstermann logra clasificar a la fase 2, previo a la fase de grupos de la Copa Libertadores 2018, donde se enfrenta a un clásico rival nacional, Oriente Petrolero. En el partido de ida disputado el 1 de febrero, en Santa Cruz de La Sierra, logra vencer de visitante por 2 goles contra 1. Posteriormente, en el partido de vuelta disputado el 8 de febrero, mismo que sería disputado en Sucre por los trabajos de remodelación del Estadio Félix Capriles por los Juegos Suramericanos ODESUR 2018, Wilstermann y Oriente Petrolero terminarían empatados a 2 goles por lado, otorgando así la clasificación al equipo cochabambino a la fase 3.
Ya en la fase 3, se enfrentaría al Vasco Da Gama de Brasil. En el partido de ida disputado el 14 de febrero en Río de Janeiro, sería una victoria para los brasileros de 4 goles contra 0. Con la necesidad de remontar tal resultado, en el partido de vuelta disputado el 21 de febrero, Wilstermann conseguiría una histórica goleada de 4 goles contra 0, forzando a tiros penales. En la tanda de penales, la fortuna no acompañaría a los rojos, donde caerían por 3 goles contra 2. La sufrida eliminación de la Copa Libertadores 2018, otorgaría a Wilstermann el puesto de mejor equipo eliminado de la fase 3, mismo que automáticamente clasificaría de manera directa a la fase 2 de la Copa Sudamericana 2018.
En el Torneo Apertura 2018, que sería la primera edición de la División Profesional organizada por la Federación Boliviana de Fútbol (FBF), tras la unificación de esta con la Liga de Fútbol Profesional Boliviano (LFPB) y la Asociación Nacional de Fútbol, el plantel fue candidato al título desde la fase de grupos inicial, donde al finalizar dicha fase acumularía el mejor puntaje de su grupo y de todo el torneo en general con 32 puntos en total. Posteriormente, en cuartos de final, eliminaría al Club Blooming con doble victoria de local y visitante. De la misma forma, en semifinales, eliminaría a Club San José con doble victoria de local y visitante. Ya en la final, se enfrentaría a The Strongest disputando el partido de ida en la ciudad de La Paz el 23 de mayo de 2018, donde los "aviadores" caerían derrotados por 2 goles contra 1. El partido de vuelta sería disputado en la ciudad de Sacaba, donde Wilstermann conseguiría una victoria por 2 goles contra uno, forzando así a disputar un tercer partido. El partido definitorio se jugaría el 6 de junio de 2018, en la ciudad de Sucre, ante una gran expectativa de aficiones de las ciudades de Cochabamba y La Paz, a estadio repleto, se enfrentarían Wilstermann y The Strongest en un partido histórico donde ambos clubes no cederían en los primeros 90 minutos, empatando a 2 goles por lado, forzando así a definir el título en la tanda de penales. Tras un aguerrido protagonismo de los arqueros de ambos planteles, Arnaldo Giménez y Daniel Vaca, en el séptimo tiro penal de Wilstermann, el defensor beniano Oscar Vaca marcaría el gol definitivo y consagratorio para Wilstermann, terminando la tanda de penales con un 3 a 2 favorable al conjunto cochabambino y coronando así su 14.º título en la Primera División de Bolivia y el primero de la Cuarta Etapa del profesionalismo boliviano.
En el torneo Torneo Clausura 2018 peleó los primeros puestos del torneo hasta la fecha 20, un impase entre el dirigente Renán Quiroga y el técnico Alvaró Peña distraerían al equipo que terminaría en 5.º lugar. 
Para la Copa Libertadores 2019 el cuadro aviador quedaría emparejado con Boca Juniors, Athletico Paranaense y Deportes Tolima, un grupo de puro equipos campeones y un fixture complicado por las tres visitas consecutivas que tendría el equipo. El primer partido se jugaría un martes de carnaval en Cochabamba con empate a cero goles frente a Boca Juniors, el siguiente partido en Brasil, fue victoria contundende de Athletico Paranaense. En Ibagué fue empate 2 a 2 contra Deportes Tolima. La tercera visita fue en Buenos Aires en el mítico estadio La Bombonera, el aviador aguantaría el primer tiempo pero la experiencia del cuadro xeneize en estas lides definiría el partido en los últimos minutos por 4 a 0. La penúltima fecha en Cochabamba, Wilstermann superaría 3 a 2 al Athletico Paranaense y en la última fecha recibía a Deportes Tolima con opción para clasificarse a la Copa Sudamericana, el cuadro Pijao ganaría el encuentro por 2 a 0 y con ello terminaría el invicto del rojo de 11 partidos sin perder como dueño de casa (ocho victorias y tres empates), entre 2011 y 2019. Esta participación en Copa Libertadores quedaría en la historia, ya que Wilstermann por primera vez en su historia se traía puntos de tierras colombianas.
Por el Torneo Apertura 2019 el cuadro aviador quedaría en el sexto lugar. 14 puntos perdidos en condición de local le costarían el puesto al técnico español Miguel Ángel Portugal. Asumiría el cargo Norberto Kekez que dirigiría los dos últimos partidos de la Copa Libertadores y el resto del torneo nacional.
Las cosas cambiarían para el Torneo Clausura 2019, Grover Vargas contrataría a Cristian Díaz junto a su cuerpo técnico conformado por Gastón Ramondino y Sergio Migliaccio, los jugadores volverían a sus puestos habituales y recuperarían su nivel desequilibrante con el que fueron campeones el Apertura 2018. Wilstermann fue firme candidato al título desde la primera fecha y pelearía el campeonato mano a mano con Bolívar hasta la fecha 16 del torneo, momento en el cual, debido a las conflictos sociales en país, el torneo se paralizaría por 25 días. Al retorno del fútbol, en una maratónica seguidilla de 10 partidos en poco más de un mes, el cuadro aviador seguiría siendo el principal candidato al título, pero en la recta final, un tercer equipo entraría en la lucha. Wilstermann, Bolívar y The Strongest llegarían con opciones de título a la última fecha.
El sábado 28 de diciembre de 2019, tras derrotar a Oriente Petrolero por 3 a 1, Wilstermann se coronaría campeón del Torneo Clausura 2019
 marcando un récord nacional de 60 puntos (invicto 17 fechas) y dejando a sus tradicionales rivales paceños; The Strongest y Bolívar en segundo (57 pts) y tercer lugar (56 pts) respectivamente, en un torneo considerado el más competitivo de los últimos años.
Destacarían del 15.º título del cuadro aviador las figuras de; Crisitan Pochi Chávez con sus pases gol precisos, Serginho desequilibrante en el mano a mano, Pipo Giménez con el arco menos vencido junto a la solidez defensiva de Edward Zenteno, el retorno del goleador Gilbert Álvarez con 18 anotaciones, el mejor volante de marca con vocación ofensiva Fernando Saucedo, el incansable Juan Aponte, el eficiente Jorge Ortiz, el hábil Tonino Melgar y el veloz Ramiro Ballivián. La década de los 2010, terminaría, como iniciaría, con Wilstermann campeón boliviano.

### Década de los 2020
Para inicio de la década del 2020, el cuadro aviador empezaría con su debut en la Copa Libertadores 2020 en el grupo C, enfrentando a Colo Colo de Chile. Peñarol de Uruguay, y Atlético Paranaense de Brasil. En donde el aviador cosecharía victoria ante los chilenos por 2 a 0 y ante los uruguayos por 3 a 1 en la ciudad de Cochabamba. Por tema de pandemia mundial por el COVID-19, el torneo continental se vería afectado en cuanto a la asistencia de público y postergación de fechas, calificando así el partido disputado el 4 de marzo de 2020 en Cochabamba contra Colo Colo como el último partido con asistencia para Wilstermann, posterior al mismo todos los partidos tanto de Wilstermann como el resto de los equipos jugarían sin público después de la reanudación del torneo desde el 15 de septiembre de 2020. El panorama ante los brasileños sería distinto puesto que caería como local por 3 a 2 y empataría como visitante 0 a 0. Finalmente, ante los pronósticos adversos de clasificación, Wilstermann conseguiría una valiosa victoria el 20 de octubre de 2020 en Santiago de Chile por 1 a 0 ente Colo Colo. Consagrándose así como líder del grupo C, con 10 puntos y clasificando a octavos de final del certamen. Ya en octavos de final se enfrentaría por sorteo ante Libertad del Paraguay, con quien quedaría eliminado del torneo. Por motivo de pandemia mundial, el torneo local de igual forma se vería afectado con la suspensión del torneo apertura hasta el 27 de noviembre de 2020. Wilstermann al igual que el resto de los equipos se vería afectado en cuestión de deportiva por la suspensión de actividades y en cuestión económica por tema de recaudaciones durante toda la temporada del 2020. Esto repercutiría en disminución del rendimiento futbolístico, reajustes salariales y ajustes en la planilla para la temporada 2021, entre otros.

## Símbolos

### Historia y evolución del escudo
Entre tanto, para la elección del escudo del equipo, el Dr. Jorge Rojas Tardío, se dio a la tarea de buscar un logotipo que identificara al club, soñó que este reflejara un corazón bullente, con la inicial de nuestro nombre y algo que simbolice y refleje nuestro origen aeronáutico. Buscó a don Franklin Anaya, quien escuchó la idea y la plasmó en un escudo que es el que hasta 1998 se usó sin modificación alguna, en ocasión de los 50 años, se realizó un concurso para presentar un escudo conmemorativo, que se usó por las Bodas de Oro de la institución, que hasta la fecha sigue siendo usado al igual que el original.
Por otro lado Sixto Oquendo cuenta que la iniciativa le correspondió a él y que un pintor de apellido Miranda terminó el diseño en el propio LAB. Por otro lado la esposa del exarquero Basilio Sánchez bordó el escudo en las poleras que fueron costuradas por la esposa de Sixto Oquendo, doña Alicia de Oquendo. Doña Alicia de Oquendo confeccionó los primeros uniformes desde el celeste y blanco de 1950, hasta las poleras rojas de 1955, reconoce que los shorts los compraron en la casa Alvion House.

Primer escudo

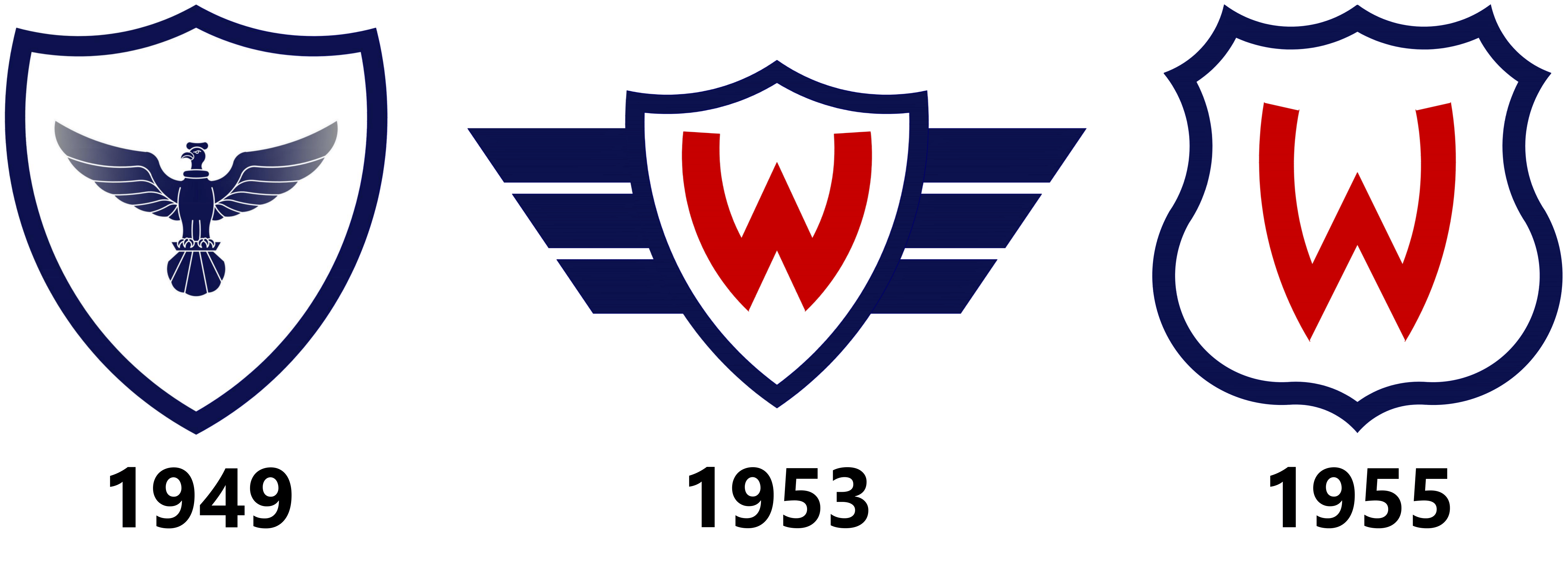
Escudos Históricos del Club Cultural y Deportivo Jorge Wilstermann

El primer escudo, que identificó al Club de 1949 a 1951 tiene un clara identificación con la línea bandera de la aviación nacional, LAB. Mostrando un escudo heráldico suizo con un cóndor andino prominente en el medio (símbolo principal del Lloyd Aéreo Boliviano) en posición "explayada". Simbolizando así a la división de fútbol y deportes del Club Deportivo LAB.
Escudo actual :
El Dr. Jorge Rojas Tardío en los primeros años de vida del club, se dio a la tarea de buscar un logotipo que identificara al club, soñó que este reflejara un corazón bullente, con la inicial de nuestro nombre y algo que simbolice y refleje nuestro origen aeronáutico. Buscó a don Franklin Anaya, quien escuchó la idea y la plasmó en un escudo que se usó durante los años 1953 y 1954; con una pausa el año 1955, y desde 1956 hasta adelante. El mismo estaría formado principalmente por un escudo heráldico suizo con una W gigante en el centro y con alas salientes a cada lado para simbolizar su origen "aviador". Para finales de los años 50, al escudo se le añadirían 5 estrellas para mostrar la categoría y calidad de un equipo que en menos de diez años ya era campeón nacional.
Es así, que el escudo del Club Deportivo Jorge Wilstermann mantiene esta base hasta nuestros días, salvo en algunas ocasiones, donde se aumenta el número de estrellas según el número de títulos nacionales obtenidos en primera división desde el primer campeonato logrado en 1957. Este escudo hasta 1999 se usó sin modificación alguna, ya que en ocasión de los 50 años, en el directorio de Mauricio Méndez se realizó un concurso para presentar un escudo conmemorativo, que se usó por las Bodas de Oro de la institución, que hasta la fecha sigue siendo usado al igual que el original.
Por otro lado Sixto Oquendo cuenta que la iniciativa le correspondió a él y que un pintor de apellido Miranda terminó el diseño en el propio LAB. Por otro lado la esposa del exarquero Basilio Sánchez bordó el escudo en las poleras que fueron costuradas por la esposa de Sixto Oquendo, doña Alicia de Oquendo.
Escudo especial:
Por el debut dentro de su primera temporada en la Primera División del Fútbol Boliviano que se produjo el 14 de mayo de 1955, en Cochabamba, enfrentando a The Strongest con quien se empató a 3 goles. Se utilizaría un escudo distinto al que se había creado el año 1953, uno que llevaría la forma de Arco Tudor Inglés (como se lo describe en la heráldica), y con una W gigante en el centro.

### Himno
La canción más representativa del Club Wilstermann, es la cueca cochabambina ¡Adelante Wilstermann! cuyo autor es el compositor boliviano Arturo Sobenes Rico. Esta cueca ha sido interpretada por varios grupos musicales nacionales.

Aquí presentes están... Gol!!!
Los hombres del Wilstermann... Gol!!!
Y si les piden revancha... aceptan en cualquier cancha
Y si les piden revancha... aceptan en cualquier cancha
Estribillo de la Cueca del Club Wilstermann

### Bandera
La bandera del club obtiene estos mismos colores rojo y azul y claramente en el centro se ubica el emblema de la institución.

## Indumentaria
Se decidió llevar los colores del Lloyd Aéreo Boliviano con la idea de recibir el apoyo de las autoridades de aviación. El primer uniforme del Club Deportivo LAB fue una camiseta listada con colores blanco y celeste y el short azul.
En 1952, cuando el club San José de la banda representó al Club Deportivo LAB, el uniforme era camiseta blanca con banda cruzada celeste y shorts azules, el uniforme alterno era camiseta blanca con listados rojos, shorts rojos y medias rojas.
Los colores del club fueron cambiados en 1953 en la gestión del Dr. Jorge Rojas Tardío (+), quien sugirió los colores actuales de la institución, "Escogí esos colores porque significan fuerza, garra y entrega total en el campo de juego, además era el único equipo en el país que entonces comenzó a usar esos colores" fue la explicación del expresidente vitalicio de Wilstermann.
- Uniforme titular: Camiseta roja, pantalón azul y medias blancas.
- Uniforme alternativo: Camiseta azul con vivos rojos, pantalón azul y medias blancas.
- Tercer uniforme: Camiseta amarilla con vivos rojos y azules, pantalón azul y medias blancas.

| Titular | Visitante |

### Indumentaria y patrocinador
| Periodo     | Patrocinador       |
| ----------- | ------------------ |
| 1978–79     | Adidas             |
| 1980–86     | Power              |
| 1987–88     | Adidas             |
| 1990        | Umbro              |
| 1992        | Adidas             |
| 1994–1998   |                    |
| 1999        |                    |
| 2000        |                    |
| 2001        | Gav Sport          |
| 2002        |                    |
| 2003        | Gav Sport          |
| 2004–08     |                    |
| 2009–11     | Fair Play          |
| 2011        | Forte Atletic      |
| 2012–2014   | Casa Blanca        |
| 2015        | Mattador           |
| 2015–2018   |                    |
| 2019 - 2020 | 4 km               |
| 2021 - 2023 | Forte Atletic      |
| 2024        | Aviador (In-House) |
| 2024- 2025  |                    |

| Periodo     | Patrocinador Principal |
| ----------- | ---------------------- |
| 1980        | Banco de Cochabamba    |
| 1990        | Taquiña                |
| 1991        | Pepsi Taquiña          |
| 1993–94     | Taquiña                |
| 1995        | Pepsi                  |
| 1996–97     | Taquiña Pepsi          |
| 1998–2007   | Taquiña                |
| 2008–2009   | Viva                   |
| 2010–2012   | Viva Arcelor Mittal    |
| 2012–2017   | Taquiña Viva           |
| 2018        | Taquiña Coboce Toyota  |
| 2019 - 2020 | Campero Coboce         |
| 2025        | KIA                    |

## Instalaciones

### Estadio
Jorge Wilstermann juega sus encuentros en condición de local en el estadio Félix Capriles, de propiedad del Gobierno Departamental de Cochabamba, dicho recinto está ubicado en la zona de Cala Cala, una de las principales zonas de la ciudad de Cochabamba. Después de la remodelación realizada los Juegos Sudamericanos del año 2018, cuenta con una capacidad real de 32.303 espectadores sentados; sin contar con la flexibilidad que puede dar espectadores sentados en las gradas de acceso.
El Estadio Sudamericano Félix Capriles es un estadio multipropósito y es el campo más grande en la ciudad de Cochabamba Bolivia a 2582 m s. n. m. Comenzó a construirse tras la Ley Peñaranda del 7 de noviembre de 1923. El gobierno de Bautista Saavedra autorizaba la compra de terrenos a la familia Cuéllar en la campiña de Cala Cala, pero tuvieron que pasar siete décadas para ver el final de la obra en 1997 con una nueva remodelación.
El Estadio tiene una capacidad real de 32.303 espectadores sentados; sin contar con la flexibilidad que puede dar espectadores sentados en las gradas de acceso. La medición fue realizada en la gestión 2018 por parte del Servicio Departamental de Deportes (SEDES) del Gobierno Departamental Autónomo de Cochabamba, esto con fines de determinar la capacidad real del escenario cuyo aforo fue sobredimensionado constantemente en el pasado hasta manejar la cifra de los 35.000 espectadores de capacidad produciéndose problemas de sobre cupo de su aforo en partidos de fútbol importante. Habiéndose contado más de 38.000 espectadores causando desórdenes de gran magnitud. La medición real se la realizó según la norma FIFA de 40 cm por persona (2,5 personas por metro lineal) y sin considerar las graderías de acceso.
El Estadio cuenta con una pista atlética de tartán de 8 carriles que fue inaugurada con motivo de los Juegos Sudamericanos de 2018, así como también una nueva iluminación led de acuerdo con los estándares establecidos por FIFA y la Conmebol.
El Estadio Félix Capriles y el Estadio Hernando Siles son los únicos de Bolivia que cuentan con el dato de capacidad según la norma FIFA.
En este estadio, Bolivia se consagró campeón de la Copa América 1963 tras derrotar a Brasil por 5-4.

Panorámica del interior del estadio.

### Complejo Deportivo
- Coordenadas: 17°24′15.52″S 66°7′51.8″O / -17.4043111, -66.131056

Wilstermann cumple un sueño que se fue postergando por varios años, el de tener su propio Complejo Deportivo, el 26 de noviembre del 2011 y como parte del festejo del aniversario 62 del club la primera fase del Complejo Deportivo Club Jorge Wilstermann fue inaugurado.
Los primeros trabajos de construcción del campo deportivo comenzaron tras la venta del jugador Vladimir Marín por aproximadamente 250 mil dólares, de los cuales después de devolver las inversiones, quedó un remanente para el club de 30 mil dólares, con ese dinero se acondicionó el terreno con maquinaria pesada.
En junio de 2010, en Johannesburgo, mientras se disputaba la Copa del Mundo 2010, en una reunión entre el presidente de Bolivia y dirigentes del Fútbol Boliviano, Evo Morales indicaba que era el presidente que más campos deportivos había realizado para el país, fue cuando Mauricio Méndez, le dijo que había realizado campos deportivos para todo el país menos para Wilstermann, a lo que Evo Morales respondió que si en 7 días le presentaban un proyecto serio, se financiaba el proyecto. Pasados los 7 días, el presidente de Wilstermann entregaba al Gobierno el proyecto y la financiación era un hecho.
El complejo deportivo está ubicado en la zona de la laguna Alalay, cuenta en su primera fase con un salón de reuniones, camarines, duchas, baños, gimnasio, oficinas para la administración institucional y un terreno de juego de pasto natural.
El primer partido de Wilstermann en su complejo se realizó el 12 de mayo de 2012, con un empate a un gol frente a Enrique Happ.
El 28 de julio de 2012, el Gobierno nuevamente anunció un apoyo económico para la segunda fase del complejo, en la segunda fase está planificada la construcción de otro campo de juego como prioridad y posteriormente un museo y área social para los socios.

### Sede
El Club posee un edificio en la calle Ecuador entre Antezana y Lanza, el edificio consta de 5 pisos los cuales son utilizados por el club, en la planta baja esta el shoping de FORTE ATLETIC, auspiciador y empresa que diseña los uniformes de partidos y entrenamientos del club, el edificio también cuenta con un auditorio para más de 100 personas, más de 40 oficinas, un pequeño museo donde se muestran fotos antiguas, trofeos que ganó el equipo, uniformes históricos, etc.
Para la construcción del edificio, el club no abonó nada, sino que las empresas que lo auspician aportaron con los materiales,(Coboce, Campero, etc)

## Datos del club

### Denominaciones
A lo largo de su historia, el club ha visto como su denominación variaba por diversas circunstancias hasta la actual de Club Cultural y Deportivo Jorge Wilstermann, vigente desde 1953. El club se fundó bajo el nombre oficial de «Club Tennis LAB», pero su nombre ha sido modificado por un motivo u otro.
A continuación se listan las distintas denominaciones de las que ha dispuesto el club a lo largo de su historia:
- Club Tennis LAB (1949) Nombre fundacional del club.
- Club Deportivo y Cultural LAB (1952) Segundo nombre del club.
- Club Cultural y Deportivo Jorge Wilstermann (1953-Act.) A sugerencia de Walter Lehm, es adoptado en honor al capitán del LAB, Jorge Wilstermann Camacho. Denominación actual.

### Estadísticas
- Puesto en la clasificación histórica de la Primera División: 5.º (desde 1977).
- Temporadas en Primera División: 77 (1955-1960, 1963, 1965-1967, 1969-1970 1972-Clausura 2010; Clausura 2012-Presente).
- Mejor puesto en Primera División: 1.º (en 15 ocasiones).
- Peor puesto en Primera División: 11.º (Clausura 2010).
- Participaciones en Copa Simón Bolívar: 1 (2011/12).
- Mejor puesto en Copa Simón Bolívar: 3.º (2011/12).
- Mayores goleadas conseguidas
  - En Primera División:
    - 12 - 0 vs. Unión Central (6 de julio de 2003).
    - 9 - 0 vs. Stormers (19 de octubre de 1980).
    - 8 - 0 vs. Destroyers (29 de agosto de 1999).

  - En torneos internacionales:
    - 6 - 2 vs.  Peñarol (7 de marzo de 2017 por Copa Libertadores 2017).
    - 4 - 0 vs.  Universitario (10 de mayo de 1986 por Copa Libertadores 1986).
    - 4 - 0 vs.  Vasco da Gama (21 de febrero de 2018 por Copa Libertadores 2018).
- Mayores goleadas recibidas
  - En Primera División:
    - 2 - 12 contra Blooming (20 de febrero de 1987).
    - 3 - 8 contra Oriente Petrolero (26 de octubre de 2003).

  - En torneos internacionales:
    - 0 - 8 contra  River Plate (21 de septiembre de 2017 por la Copa Libertadores 2017).
    - 0 - 7 contra  Sporting Cristal (17 de marzo de 1995 por la Copa Libertadores 1995).
    - 1 - 7 contra  Peñarol, (19 de abril de 1960 por la Copa Libertadores 1960).
- Primer partido en torneos nacionales: 3 - 3 contra The Strongest (14 de mayo de 1955).
- Primer partido en LFPB: 2 - 5 contra Petrolero de Cochabamba (18 de septiembre de 1977).
- Primer partido en torneos internacionales: 1 - 7 contra  Peñarol (19 de abril de 1960 por la Copa Libertadores 1960).
- Jugador con más partidos disputados: Edward Zenteno (394 partidos oficiales).
- Jugador con más goles: Renán López (258 goles en competiciones oficiales).
- Jugador con más goles en torneos internacionales: Renán López (8 goles).
- Portero con más minutos invicto: Matías Dituro, con 357 minutos en Clausura 2014/2015.[76]
- Jugador con más títulos: José Carlos Trigo (4 títulos oficiales).
- Entrenador con más títulos: José Carlos Trigo (4 títulos oficiales).
- Participaciones internacionales:

| Torneo                            | Ediciones |
| --------------------------------- | --- |
| Copa Libertadores de América (20) | 1960, 1961, 1966, 1968, 1973, 1974, 1975, 1979, 1981, 1982, 1986, 1995, 1999, 2001, 2004, 2011, 2017, 2018, 2019 y 2020. |
| Copa Sudamericana (7)             | 2007, 2014, 2016, 2018, 2021, 2022 y 2024.                                                                               |
| Copa Conmebol (1)                 | 1998. |

### Ránquines

#### Ránquines deConmebol
- Ranking de Clubes de la Conmebol: 38.º

#### Ránquines deIFFHS
- Ranking continental del siglo XX: 49.º[77]
- Ranking continental del siglo XXI: 100.º[78]

### Jorge Wilstermann en competiciones internacionales
| Año  | Competición            | Ronda               | Rival                   | Local     | Visita    | Global   |
| ---- | ---------------------- | ------------------- | ----------------------- | --------- | --------- | -------- |
| 1960 | Copa Libertadores 1960 | Primera fase        | Peñarol                 | 1–1       | 7–1       | 2–8      |
| 1961 | Copa Libertadores 1961 | Primera fase        | Independiente Santa Fe  | 3–2       | 1–0       | 3–3      |
| 1966 | Copa Libertadores 1966 | Primera fase        | Deportivo Municipal     | 3–0       | 1–1       | 3° lugar |
| 1966 | Copa Libertadores 1966 | Primera fase        | 9 de Octubre            | 4–1       | 3–2       | 3° lugar |
| 1966 | Copa Libertadores 1966 | Primera fase        | Emelec                  | 2–1       | 3–1       | 3° lugar |
| 1966 | Copa Libertadores 1966 | Primera fase        | Nacional                | 0–0       | 3–0       | 3° lugar |
| 1966 | Copa Libertadores 1966 | Primera fase        | Peñarol                 | 1–0       | 2–0       | 3° lugar |
| 1968 | Copa Libertadores 1968 | Primera fase        | Always Ready            | 3–0       | 0–1       | 3° lugar |
| 1968 | Copa Libertadores 1968 | Primera fase        | Sporting Cristal        | 0–1       | 2–0       | 3° lugar |
| 1968 | Copa Libertadores 1968 | Primera fase        | Universitario           | 0–0       | 5–1       | 3° lugar |
| 1973 | Copa Libertadores 1973 | Primera fase        | Oriente Petrolero       | 1–0       | 3–1       | 2° lugar |
| 1973 | Copa Libertadores 1973 | Primera fase        | River Plate             | 1–0       | 2–2       | 2° lugar |
| 1973 | Copa Libertadores 1973 | Primera fase        | San Lorenzo             | 1–0       | 3–0       | 2° lugar |
| 1974 | Copa Libertadores 1974 | Primera fase        | Deportivo Municipal     | 1–0       | 5–2       | 4° lugar |
| 1974 | Copa Libertadores 1974 | Primera fase        | Palmeiras               | 1–0       | 2–0       | 4° lugar |
| 1974 | Copa Libertadores 1974 | Primera fase        | Sāo Paulo               | 0–1       | 5–0       | 4° lugar |
| 1975 | Copa Libertadores 1975 | Primera fase        | The Strongest           | 1–1       | 3–1       | 4° lugar |
| 1975 | Copa Libertadores 1975 | Primera fase        | Huachipato              | 0–0       | 4–0       | 4° lugar |
| 1975 | Copa Libertadores 1975 | Primera fase        | Unión Española          | 1–1       | 4–1       | 4° lugar |
| 1979 | Copa Libertadores 1979 | Primera fase        | Bolívar                 | 0–6       | 4–0       | 4° lugar |
| 1979 | Copa Libertadores 1979 | Primera fase        | Club Olimpia            | 0–2       | 4–2       | 4° lugar |
| 1979 | Copa Libertadores 1979 | Primera fase        | Sol de América          | 2–3       | 2–1       | 4° lugar |
| 1981 | Copa Libertadores 1981 | Primera fase        | The Strongest           | 3–2       | 2–0       | 1° lugar |
| 1981 | Copa Libertadores 1981 | Primera fase        | Barcelona               | 1–0       | 3–0       | 1° lugar |
| 1981 | Copa Libertadores 1981 | Primera fase        | Técnico Universitario   | 3–1       | 1–2       | 1° lugar |
| 1981 | Copa Libertadores 1981 | Partido Definitorio | The Strongest           | 1–4       | 1–4       | 1° lugar |
| 1981 | Copa Libertadores 1981 | Semifinal           | Flamengo                | 1–2       | 1–4       | 3° lugar |
| 1981 | Copa Libertadores 1981 | Semifinal           | Deportivo Cali          | 1–1       | 1–0       | 3° lugar |
| 1982 | Copa Libertadores 1982 | Primera fase        | The Strongest           | 1–2       | 1–1       | 4° lugar |
| 1982 | Copa Libertadores 1982 | Primera fase        | Boca Juniors            | 1–0       | 2–2       | 4° lugar |
| 1982 | Copa Libertadores 1982 | Primera fase        | River Plate             | 0–1       | 0–3       | 4° lugar |
| 1986 | Copa Libertadores 1986 | Primera fase        | Bolívar                 | 1–2       | 2–0       | 2° lugar |
| 1986 | Copa Libertadores 1986 | Primera fase        | Universitario           | 4–0       | 1–2       | 2° lugar |
| 1986 | Copa Libertadores 1986 | Primera fase        | (UTC)                   | 2–0       | 3–2       | 2° lugar |
| 1995 | Copa Libertadores 1995 | Fase de grupos      | Bolívar                 | 1–1       | 2–0       | 4° lugar |
| 1995 | Copa Libertadores 1995 | Fase de grupos      | Alianza Lima            | 2–1       | 6–1       | 4° lugar |
| 1995 | Copa Libertadores 1995 | Fase de grupos      | Sporting Cristal        | 2–2       | 7–0       | 4° lugar |
| 1998 | Copa Conmebol 1998     | Octavos de final    | Gimnasia y Esgrima L.P. | 0–0       | 1–1       | 1–1      |
| 1998 | Copa Conmebol 1998     | Cuartos de final    | Atlético Mineiro        | 0–1       | 3–1       | 1–4      |
| 1999 | Copa Libertadores 1999 | Fase de grupos      | Blooming                | 0–0       | 0–1       | 3° lugar |
| 1999 | Copa Libertadores 1999 | Fase de grupos      | Emelec                  | 4–2       | 3–2       | 3° lugar |
| 1999 | Copa Libertadores 1999 | Fase de grupos      | Liga de Quito           | 1–1       | 3–1       | 3° lugar |
| 1999 | Copa Libertadores 1999 | Octavos de final    | Corinthians             | 1–1       | 5–2       | 3–6      |
| 2001 | Copa Libertadores 2001 | Fase de grupos      | San Lorenzo             | 4–2       | 2–0       | 4° lugar |
| 2001 | Copa Libertadores 2001 | Fase de grupos      | Deportes Concepción     | 2–1       | 3–0       | 4° lugar |
| 2001 | Copa Libertadores 2001 | Fase de grupos      | Nacional                | 1–2       | 3–0       | 4° lugar |
| 2004 | Copa Libertadores 2004 | Fase de grupos      | Santos                  | 2–3       | 5–0       | 4° lugar |
| 2004 | Copa Libertadores 2004 | Fase de grupos      | Barcelona               | 2–2       | 4–0       | 4° lugar |
| 2004 | Copa Libertadores 2004 | Fase de grupos      | Guaraní                 | 0–0       | 3–1       | 4° lugar |
| 2007 | Copa Sudamericana 2007 | Fase preliminar     | Audax Italiano          | 1–1       | 0–2       | 1–3      |
| 2011 | Copa Libertadores 2011 | Fase de grupos      | Internacional           | 1–4       | 3–0       | 4° lugar |
| 2011 | Copa Libertadores 2011 | Fase de grupos      | Emelec                  | 0–0       | 1–0       | 4° lugar |
| 2011 | Copa Libertadores 2011 | Fase de grupos      | Jaguares de Chiapas     | 2–1       | 2–0       | 4° lugar |
| 2014 | Copa Sudamericana 2014 | Primera fase        | Peñarol                 | 0–4       | 2–0       | 0–6      |
| 2016 | Copa Sudamericana 2016 | Primera fase        | Sol de América          | 1–1       | 1–1       | 2–2      |
| 2017 | Copa Libertadores 2017 | Fase de grupos      | Atlético Tucumán        | 2–1       | 2–1       | 2° lugar |
| 2017 | Copa Libertadores 2017 | Fase de grupos      | Palmeiras               | 3–2       | 1–0       | 2° lugar |
| 2017 | Copa Libertadores 2017 | Fase de grupos      | Peñarol                 | 6–2       | 2–0       | 2° lugar |
| 2017 | Copa Libertadores 2017 | Octavos de final    | Atlético Mineiro        | 1–0       | 0–0       | 1–0      |
| 2017 | Copa Libertadores 2017 | Cuartos de final    | River Plate             | 3–0       | 8–0       | 3–8      |
| 2018 | Copa Libertadores 2018 | Fase 2              | Oriente Petrolero       | 2–2       | 1–2       | 4–3      |
| 2018 | Copa Libertadores 2018 | Fase 3              | Vasco da Gama           | 4–0       | 4–0       | 4–4      |
| 2018 | Copa Sudamericana 2018 | Segunda fase        | Deportivo Cuenca        | 2–2       | 2–2       | 4–4      |
| 2019 | Copa Libertadores 2019 | Fase de grupos      | Boca Juniors            | 0–0       | 4–0       | 4° lugar |
| 2019 | Copa Libertadores 2019 | Fase de grupos      | Athletico Paranaense    | 3–2       | 4–0       | 4° lugar |
| 2019 | Copa Libertadores 2019 | Fase de grupos      | Deportes Tolima         | 0–2       | 2–2       | 4° lugar |
| 2020 | Copa Libertadores 2020 | Fase de grupos      | Athletico Paranaense    | 2–3       | 0–0       | 1° lugar |
| 2020 | Copa Libertadores 2020 | Fase de grupos      | Peñarol                 | 3–1       | 1–0       | 1° lugar |
| 2020 | Copa Libertadores 2020 | Fase de grupos      | Colo-Colo               | 2–0       | 0–1       | 1° lugar |
| 2020 | Copa Libertadores 2020 | Octavos de final    | Libertad                | 0–2       | 3–1       | 1–5      |
| 2021 | Copa Sudamericana 2021 | Primera fase        | Atlético Palmaflor      | 2–1       | 1–2       | 4–2      |
| 2021 | Copa Sudamericana 2021 | Fase de grupos      | Arsenal                 | 1–2       | 3–0       | 4° lugar |
| 2021 | Copa Sudamericana 2021 | Fase de grupos      | Bolívar                 | 0–0       | 2–2       | 4° lugar |
| 2021 | Copa Sudamericana 2021 | Fase de grupos      | Ceará                   | 1–0       | 3–1       | 4° lugar |
| 2022 | Copa Sudamericana 2022 | Primera fase        | Guabirá                 | 4–0       | 0–3       | 4–3      |
| 2022 | Copa Sudamericana 2022 | Fase de grupos      | Ayacucho                | 0–2       | 0–0       | 4° lugar |
| 2022 | Copa Sudamericana 2022 | Fase de grupos      | Everton                 | 0–2       | 1–1       | 4° lugar |
| 2022 | Copa Sudamericana 2022 | Fase de grupos      | São Paulo               | 1–3       | 3–0       | 4° lugar |
| 2024 | Copa Sudamericana 2024 | Primera fase        | Real Tomayapo           | 0–0 (3:4) | 0–0 (3:4) | 0–0      |

## Jugadores

### Plantilla 2025
- Los equipos bolivianos están limitados por la FBF a tener en su plantel un máximo de seis futbolistas extranjeros, de los cuales cuatro pueden actuar de manera simultánea.
- Por disposición de la FBF, se debe considerar la participación obligatoria de un futbolista de la categoría sub-20 y otro de la categoría sub-23 por partido.

### Altas y bajas 2025
| Altas            |               |               |       |      |
| Futbolista       | Posición      | Procedencia   | Tipo  | Ref. |
| Segundo Semestre |               |               |       |      |
| Cristian Chávez  | Mediocampista | Agente libre  | Libre |      |
| Humberto Viviani | Entrenador    | Real Tomayapo | Libre |      |

| Bajas               |               |                      |                       |      |
| Futbolista          | Posición      | Destino              | Tipo                  | Ref. |
| Segundo Semestre    |               |                      |                       |      |
| Luciano Theiler     | Entrenador    | TBA                  | Rescisión de Contrato |      |
| Arnaldo Giménez     | Portero       | TBA                  | Rescisión de contrato |      |
| Héctor Bobadilla    | Delantero     | Cerro Porteño        | Fin de préstamo       |      |
| Adrián Peña         | Delantero     | TBA                  | Rescisión de contrato |      |
| Alejandro Chumacero | Mediocampista | TBA                  | Fin de contrato       |      |
| Adrián Pacheco      | Mediocampista | Blooming             | Fin de contrato       |      |
| Jhojan Vargas       | Delantero     | Gualberto Villarroel | Fin de contrato       |      |
| Josué Mamani        | Mediocampista | Real Tomayapo        | Fin de contrato       |      |
| Makerlo Téllez      | Delantero     | Phnom Penh Crown FC  | Fin de contrato       |      |

### Registros
Estos son los máximos artilleros del club:
| Goleadores | Goleadores      | Goleadores | Presencias | Presencias       | Presencias   |
| ---------- | --------------- | ---------- | ---------- | ---------------- | ------------ |
| 1.         | Gastón Taborga  | 107 goles  | 1.         | Edward Zenteno   | 394 partidos |
| 2.         | Carlos Cárdenas | 89 goles   | 2.         | Marcelo Carballo | 354 partidos |
| 3.         | Gilbert Álvarez | 75 goles   | 3.         | Edgar Olivares   | 273 partidos |
| 4.         | Ricardo Pedriel | 56 goles   | 4.         | Carlos Cárdenas  | 240 partidos |
| 5.         | Gonzalo Galindo | 56 goles   | 5.         | Juan Aponte      | 213 partidos |

### Goleadores de Primera División
En el siguiente cuadro se muestran los máximos goleadores por torneo de la Primera División de Bolivia que lo lograron con la camiseta de Jorge Wilstermann.
| # | Nombre                 | Campeonato    | Goles |
| - | ---------------------- | ------------- | ----- |
| 1 | Máximo Alcócer         | 1957          | 14    |
| 2 | Renán López            | 1959          | 25    |
| 3 | Limbert Cabrera Rivero | 1967          | 11    |
| 4 | Milton Teodoro Joana   | 1972          | 21    |
| 5 | Thiago Leitão          | Apertura 2003 | 19    |
| 6 | Gilbert Álvarez        | Clausura 2017 | 16    |

Fuente: RSSSF

### Jugadores con más títulos
| Jugador | Títulos            | Títulos |
| --- | ------------------ | ------- |
| Mario Zabalaga | 6 Primera División |         |
| Rodolfo Arnez Ausberto García Renán López César Sánchez                                                              | 5 Primera División |         |
| Máximo Alcócer Óscar Claure José Rocabado José Carlos Trigo José Trujillo Rómulo Villarroel Wilfredo Villarroel      | 4 Primera División |         |
| Juan Aponte Limbert Cabrera José Issa Edgar Olivares Ricardo Pedriel Sebastián Reyes Fernando Saucedo Edward Zenteno | 3 Primera División |         |

## Entrenadores

José Carlos Trigo, técnico histórico

El técnico más ganador en la historia de la institución es José Carlos Trigo, quien logró cuatro títulos nacionales en 1967, 1972, 1973 y 1981.

### Cuerpo técnico
- Entrenador: Franz Taboada
- Entrenador de arqueros: Edmundo Morales
- Preparador físico: Behimar Santiestevez
- Médico: Luis Montaño
- Fisioterapeuta 1 Mirco Lafuente
- Fisioterapeuta 2 Nehemias Valdivia
- Delegado Gludson Meneses
- Utilero José Gonzáles
- Auxiliar de campo Edward Zenteno

### Cronología
- Raúl Pino (1975-76)
- Raúl Pino (1980)
- José Carlos Trigo (1981)
- Jorge Venegas (1986)
- Dalcio Giovagnoli (1998)
- Jorge Habegger (1999-00)
- Tito Montaño (2000)
- Dalcio Giovagnoli (2002-03)
- Luis Manuel Blanco (2004)
- Norberto Kekez (2005)
- Sergio Apaza (2006)
- Mauricio Soria (2006-07)
- Rubén Darío Insúa (2007)
- Vladimir Soria (2007-08)
- Mauricio Soria (2008)
- Eduardo Villegas (2009-10)
- Gabriel Marcelo Neveleff (2011)
- Claudio Chacior (2011-12)
- Jorge Brandoni (2013)
- Mauricio Soria (2012)
- Víctor Hugo Andrada (2013)
- Marcelo Carballo (2013)
- Néstor Clausen (2013)
- Marcelo Carballo (2013)
- Manolo Alfaro (2014)
- Marcelo Carballo (2014)
- Julio César Baldivieso (2014)
- Juan Manuel Llop (2015)
- Norberto Kekez (2015)
- Julio Alberto Zamora (2016)
- Norberto Kekez (2016)
- Roberto Mosquera (2017)
- Guillermo Álvaro Peña (2018)
- Miguel Ángel Portugal (2019)
- Norberto Kekez (2019)
- Cristian Díaz (2019-20)
- Mauricio Soria (2021)
- Diego Cagna (2021)
- Sergio Migliaccio (2021-22)
- Miguel Ponce (2022)
- Alberto Illanes (2022)
- Cristian Díaz (2023-24)
- Gastón Ramondino (2024)
- Alejandro Russo (2024)
- Eduardo Villegas (2024)
- Franz Taboada (2024-2024)
- Luciano Theiler (2025)
- Cristian Chávez (2025-Act.)

## Administración

### Presidentes
El actual presidente del Club Deportivo Jorge Wilstermann es Omar Mustafá, quien ejerce el cargo en su primer mandato desde el 19 de marzo de 2023, en sucesión de Gary Edson Soria Lazarte.

### Autoridades
| Miembros         | Cargo              |
| ---------------- | ------------------ |
| Omar Mustafá     | Presidente         |
| Yuri Gil         | Vicepresidente 1.º |
| Óscar Bejarano   | Vicepresidente 2.º |
| Lourdes Belmonte | Director 1.º       |
| Alejandro Rudón  | Director 2.º       |
| Orlando Quiroga  | Director 3.º       |

### Cronología
| N.º | Presidente             | Desde | Hasta       |
| --- | ---------------------- | ----- | ----------- |
| 1   | Carlos Vargas          | 1949  | 1950        |
| 2   | Justo Mancilla         | 1950  | 1950        |
| 3   | Lucio Melgar           | 1950  | 1951        |
| 4   | Justo Mancilla         | 1952  | 1953        |
| 5   | José Rico Negrete      | 1953  | 1954        |
| 6   | Hernán Araoz Vega      | 1954  | 1955        |
| 7   | Roberto Prada Estrada  | 1955  | 1960        |
| 8   | Jorge Rojas Tardio     | 1960  | 1961        |
| 9   | Lucio Alcazar          | 1961  | 1962        |
| 10  | José La Serna          | 1962  | 1962        |
| 11  | Carlos Arze Amaya      | 1962  | 1965        |
| 12  | Henry Mendieta         | 1965  | 1966        |
| 13  | Carlos Arze Amaya      | 1968  | 1968        |
| 14  | Alberto Arce Quiroga   | 1968  | 1969        |
| 15  | Renato Crespo Paniagua | 1969  | 1969        |
| 16  | Orlando Verdugues      | 1970  | 1970        |
| 17  | Fernando Vargas        | 1971  | 1974        |
| 18  | Alfredo Salazar        | 1975  | 1975        |
| 19  | Guillermo Sanabria     | 1975  | 1976        |
| 20  | Humberto Coronel       | 1976  | 1977        |
| 21  | Guillermo Sanabria     | 1977  | 1977        |
| 22  | Alfredo Salazar        | 1977  | 1978        |
| 23  | Federico Casanovas     | 1978  | 1979        |
| 24  | Fernando Vargas        | 1979  | 1980        |
| 25  | Alfredo Salazar        | 1980  | 1981        |
| 26  | Willy Soria            | 1981  | 1981        |
| 27  | Alfredo Salazar        | 1981  | 1982        |
| 28  | Willy Soria            | 1982  | 1983        |
| 29  | Óscar Chiarela         | 1983  | 1986        |
| 30  | Gary Lacunza           | 1986  | 1988        |
| 31  | Gastón Asin            | 1988  | 1988        |
| 32  | Tito Hoz De Vila       | 1988  | 1989        |
| 33  | Milo Petricevic        | 1989  | 1992        |
| 34  | Alfredo Salazar        | 1992  | 1993        |
| 35  | Fernando Canelas       | 1993  | 1993        |
| 36  | Mario Guaman           | 1993  | 1995        |
| 37  | Gran Comisión          | 1995  | 1995        |
| 38  | Willy Soria            | 1995  | 1997        |
| 39  | Mauricio Méndez        | 1997  | 1999        |
| 40  | Javier Hoz De Vila     | 1999  | 1999        |
| 41  | Alfredo Salazar        | 1999  | 2000        |
| 41  | Roberto Iriarte        | 2000  | 2000        |
| 43  | Mauricio Méndez        | 2000  | 2002        |
| 44  | Víctor Hugo López      | 2002  | 2006        |
| 45  | Eduardo Pereira        | 2006  | 2009        |
| 46  | Orlando Jordan         | 2009  | 2010        |
| 47  | Víctor Hugo López      | 2010  | 2013        |
| 48  | Ángel Campero          | 2012  | 2013        |
| 49  | Mario Montaño          | 2013  | 2015        |
| 50  | Grover Vargas          | 2015  | 2022        |
| 51  | Gary Soria             | 2022  | 2023        |
| 52  | Omar Mustafá           | 2023  | En el cargo |

## Palmarés
El Club Deportivo Jorge Wilstermann posee en su palmarés 15 títulos de Primera División.

### Torneos nacionales (15)
| Competición nacional               | Títulos | Subcampeonatos                                          |
| ---------------------------------- | --- | ------------------------------------------------------- |
| Primera División de Bolivia (15/8) | 1957, 1958, 1959, 1960, 1967, 1972, 1973, 1980, 1981, 2000, Segundo Torneo 2006, Apertura 2010, Clausura 2016 Apertura 2018, Clausura 2019. | 1963, 1965, 1974 1978, 1985, 1994, 1998, Clausura 2003. |
| Torneo Apertura (3)                | 1994, 1998, 2000. |                                                         |
| Torneo Clausura (0/2)              | | 1994, 1998.                                             |
| Copa República FBF (0/1)           | | 1958.                                                   |
| Copa DivPro (0/1)                  | | 2023.                                                   |

### Torneos regionales (16)
| Competición regional    | Títulos                                                                                            | Subcampeonatos    |
| ----------------------- | -------------------------------------------------------------------------------------------------- | ----------------- |
| Primera"A" (AFC) (16/3) | 1957, 1958, 1959, 1960, 1965, 1966, 1967, 1969, 1970, 1972, 1973, 1974, 1975, 1976, 2011, 2011/12. | 1961, 1963, 1964. |

## Hinchada

### Popularidad

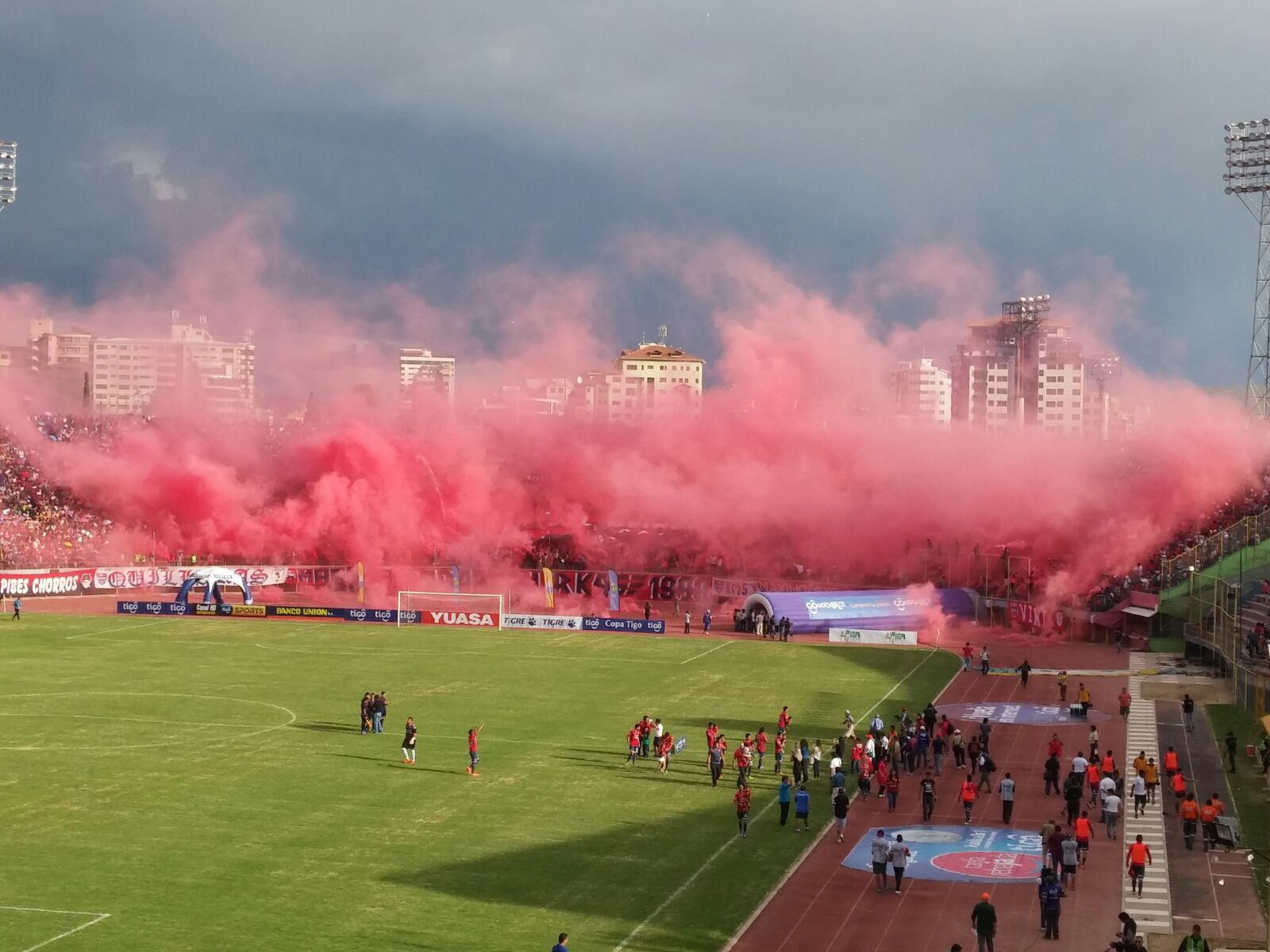
Barra Gurkas en la curva Sur del Estadio Félix Capriles.

Jorge Wilstermann es el club con el mayor número de hinchas en el Departamento de Cochabamba con aproximadamente el 90% de hinchas en todo el departamento. El club tiene seguidores en todo el país, principalmente en las ciudades de Sucre y Santa Cruz de la Sierra.

### Barras organizadas

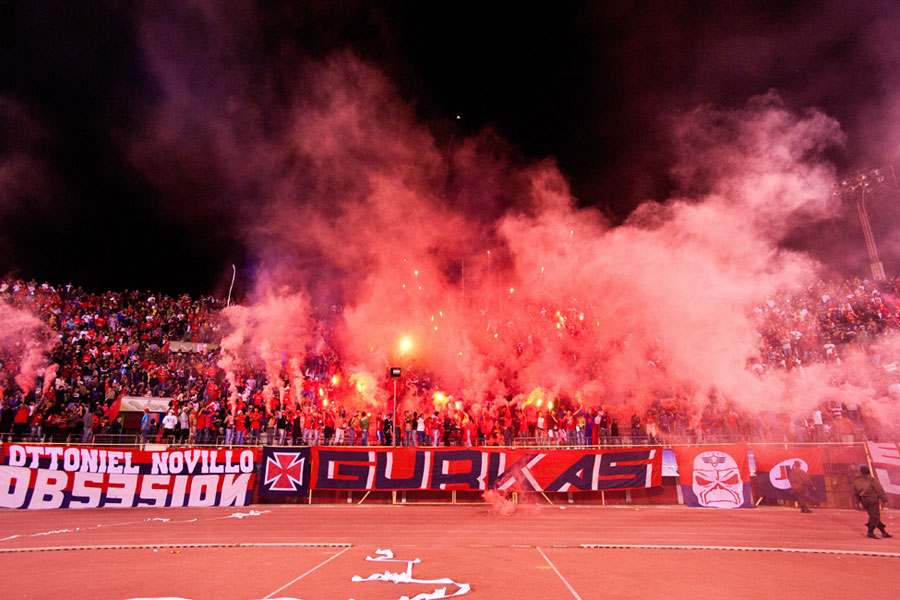
Recibimiento de los Gurkas.

Gurkas es el nombre de la barra brava principal de Jorge Wilstermann, nombre atribuido como seudónimo de guerrero, en honor a los guerreros nepaleses de nombre similar. Los Gurkas se ubican en la Curva Sur del Estadio Félix Capriles. Se fundó el 31 de enero de 1999 como barra independiente del club con el objetivo de alentar los 90 minutos del partido sin importar lo que indica el marcador. Debido a sus cuantiosos actos de violencia, es considerada la barra brava más violenta a nivel nacional.
En la actualidad, los Gurkas están conformados por grupos de personas de diferentes edades, barrios y municipios de Cochabamba. Los integrantes se caracterizan por su apoyo durante todo el partido, recibimientos con humos, rollos y bengalas. Además de viajes siguiendo al club a nivel nacional e internacional.
El club cuenta con otra barra denominada Zona Roja, se ubican en la Curva Norte del Estadio Félix Capriles, se fundó a inicios de la década de los 90 y fue en un principio la barra más representativa del club. A fines de los 90, las diferencias entre los Gurkas y miembros de la Zona Roja derivaron en la división de la barra del club.

Hinchada del Club Wilstermann en la obtención de su título nacional en Bolivia el 22 de mayo de 2016. Se observa el estadio completamente lleno, con 32 000 hinchas aviadores en sus tribunas. En el exterior, cerca a 4000 no pudieron ingresar y lo vieron en pantallas gigantes instaladas en el prado cochabambino.

## Rivalidades

### Aurora
El «Clásico Cochabambino» es uno de los derbis más importantes y tradicionales del fútbol boliviano, en el cual se enfrentan Jorge Wilstermann y Aurora, los dos equipos más importantes de Cochabamba y propiamente los únicos clubes profesionales de dicha ciudad. El primer enfrentamiento entre ambos clubes del que se tienen registros periodísticos fue en el torneo integrado, disputado el 19 de junio de 1955, con resultado de empate 2-2.

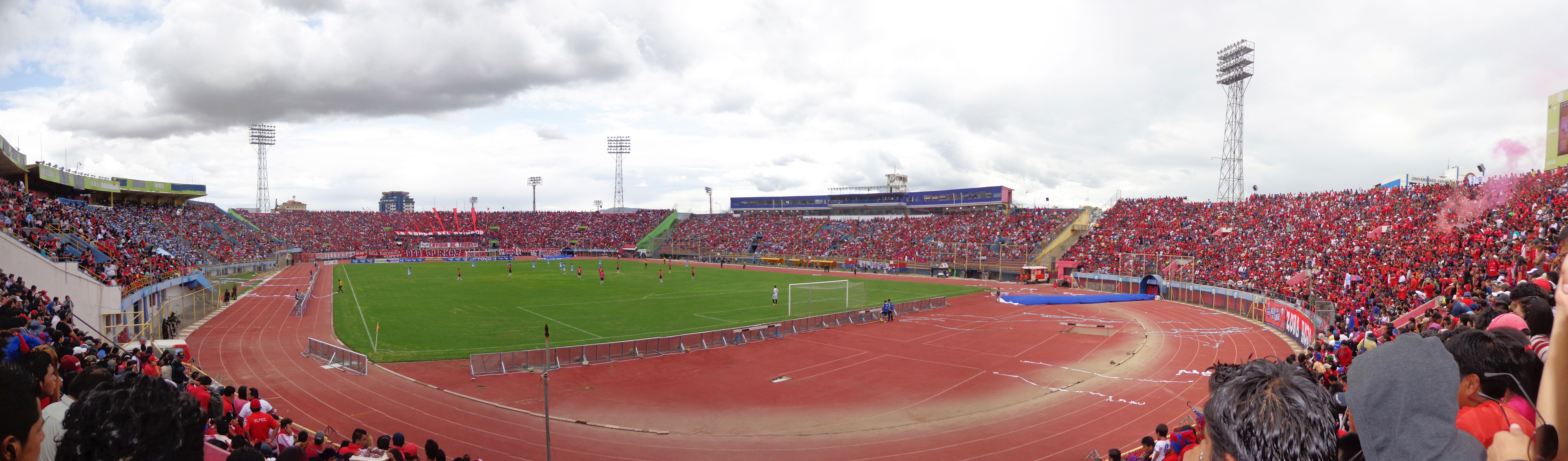
Hinchada del Club Wilstermann en el clásico cochabambino del 26 de enero de 2014, que terminó con victoria de Wilstermann 2 a 1 sobre Aurora. En la imagen se observa el 95% de hinchas de Wilstermann.

### Bolívar
Al igual que en el fútbol colombiano, o el brasileño, el denominado «Clásico del fútbol boliviano» en la actualidad es un tema de debate, pues, surgen dos posturas distintas argumentando que el clásico es Bolívar - Jorge Wilstermann mientras que, para la gran mayoría, el clásico es Bolívar - The Strongest.
El encuentro Jorge Wilstermann - Bolívar, es el partido en el que se enfrentan dos de los equipos más exitosos del país, ya que ambos clubes son los únicos que llegaron a ser los máximos ganadores del fútbol boliviano, primero Jorge Wilstermann durante 25 años (1960-1984) y desde 1985 dicho honor le pertenece al Bolívar.
A nivel internacional ambos clubes son los mejores representantes de Bolivia en la Copa Libertadores, llegando ambos clubes a las semifinales del torneo continental (Junto a Blooming): Jorge Wilstermann en 1981 y el Bolívar en las ediciones de 1986 y 2014. Además ambos clubes son los mejores representantes de Bolivia en el Ranking continental del siglo XX, ubicándose primero el Bolívar en la posición 46.º y Jorge Wilstermann en la 49.º
| Competición          | PJ  | G. Jorge Wilstermann | E  | G. Bolívar |
| -------------------- | --- | -------------------- | -- | ---------- |
| Primera División     | 150 | 42                   | 37 | 71         |
| Play-Offs            | 2   | 1                    | 0  | 1          |
| Copa internacionales | 8   | 0                    | 3  | 5          |
| Total                | 160 | 43                   | 40 | 77         |

### The Strongest
En la actualidad el clásico boliviano es tema de debate y controversia por los aficionados y el periodismo del país por distintos motivos. El primero se debe a la cantidad de campeonatos entre el Rojo y el Tigre, ya que en 2012 el Club The Strongest superó en cantidad de títulos a Jorge Wilstermann, con la obtención de su decimotercer título y, durante 7 años, superaría al Rojo en cantidad de títulos, hasta que Jorge Wilstermann obtendría su decimoquinto título en 2019 y ambos clubes igualarían sus palmarés con 15 títulos. Cabe mencionar que Jorge Wilstermann superó en cantidad de títulos a The Strongest durante 52 años (1958-2010). Asimismo lo supera en cantidad de títulos consecutivos, ya que el Rojo obtuvo un tetracampeonato y The Strongest obtuvo un tricampeonato, además el Rojo posee dos bicampeonatos mientras que su rival solo uno. Otro condimento que se agrega es que Jorge Wilstermann llegó a descender mientras que The Strongest nunca descendió. El segundo se debe a que en la última década Bolívar y The Strongest, se han repartido 8 de los últimos 10 torneos, aprovechando las ventajas que tiene la altura sobre los demás equipos del oriente boliviano, y desde entonces diversos portales como el diario as, reconocieron a este derbi como el más importante del país. El tercero es la antigüedad de clásico paceño, y es que este derbi es el de mayor historia en Bolivia.

## En la cultura popular

### Canciones
En la siguiente tabla solo se detallan las canciones publicadas por artistas y agrupaciones musicales, dedicadas al Club Deportivo Jorge Wilstermann.
| #  | Título                     | Intérprete, Autor y Compositor                                                      | Género    | Duración |
| -- | -------------------------- | ----------------------------------------------------------------------------------- | --------- | -------- |
| 1  | Cueca Wilstermann          | Los Genios                                                                          | Cueca     | 2:46     |
| 2  | Cueca Wilstermann          | Los Brillantes                                                                      | Cueca     | 2:57     |
| 3  | Cueca Wilstermann          | Amaru                                                                               | Cueca     | 2:59     |
| 4  | Dale Rojo                  | Luis Moya - Luis Salcedo                                                            |           | 3:30     |
| 5  | Himno de Wilstermann       | Alfredo Valdez - Coral de la Zerda                                                  | Marcial   | 1:47     |
| 6  | Arriba Campeón             | Los Flamencos                                                                       | Cumbia    | 2:05     |
| 7  | Arriba Campeón             | Míster T                                                                            |           | 2:45     |
| 8  | Dale Rojo                  | En Coma                                                                             |           | 2:45     |
| 9  | Huayño Wilstermann         | Anónimo                                                                             | Huayño    | 1:51     |
| 10 | Taquirari Wilstermann      | Anónimo                                                                             | Taquirari | 2:45     |
| 11 | Se me llena el alma entera | Anónimo                                                                             |           | 3:19     |
| 12 | Wilster Campeón            | Bonanza                                                                             | Saya      | 5:09     |
| 13 | Rojo Campeón               | Kimik                                                                               |           | 3:15     |
| 14 | Corazón más rojo que nunca | Deep Band                                                                           | Saya      | 2:24     |
| 15 | 70 años de gloria          | Ramiro Taborga - Proyección - María Juana - Amaru - Semilla - Khiswara - Super Pato | Cueca     | 3:30     |

### Clubes en homenaje

#### Fútbol
- Wilstermann de la Banda: fundado en la ciudad de Cochabamba. Fue parte de la Asociación de Fútbol Cochabamba (AFC) en las décadas de 1990 y 2000.
- Wilstermann Cooperativas: fundado el 12 de abril de 1958 en la ciudad de potosí. Actualmente juega en la Asociación de Fútbol Potosí (AFP).

#### Baloncesto
- Club Wilstermann: fundado en la ciudad de Cochabamba comprende jugadores en rama masculina y rama femenina. Actualmente juega en la Asociación de Baloncesto de Cochabamba (ABC).

#### Voleibol
- Club Wilstermann: fundado en la ciudad de Cochabamba comprende jugadores en rama masculina y rama femenina. Actualmente juega en la Asociación de Voleibol de Cochabamba (AVC).